# Washington Wizards
O Washington Wizards é um time norte-americano de basquete profissional com sede em Washington, D.C. Os Wizards competem na National Basketball Association (NBA) como membro da Divisão Sudeste da Conferência Leste. A equipe joga seus jogos em casa na Capital One Arena.
A franquia foi fundada em 1961 como o Chicago Packers com sede em Chicago, Illinois, e foi renomeada para Chicago Zephyrs na temporada seguinte. Em 1963, eles se mudaram para Baltimore, Maryland, e se tornaram os Baltimore Bullets. Em 1973, a equipe mudou seu nome para Capital Bullets para refletir sua mudança para a área metropolitana de Washington, e depois para Washington Bullets na temporada seguinte. Em 1997, eles renomearam-se como os Wizards.
Os Wizards apareceram em quatro finais da NBA e venceram em 1978. Eles tiveram um total de 28 aparições nos playoffs, ganharam quatro títulos de conferência (1971, 1975, 1978, 1979) e oito títulos de divisão (1969, 1971, 1972, 1973, 1974, 1975, 1979, 2017). Sua melhor temporada veio em 1975 com um recorde de 60-22. Wes Unseld é o único jogador na história da franquia a se tornar o MVP (1969) e ganhar o prêmio de MVP das Finais (1978).

## História

### Criação da equipe

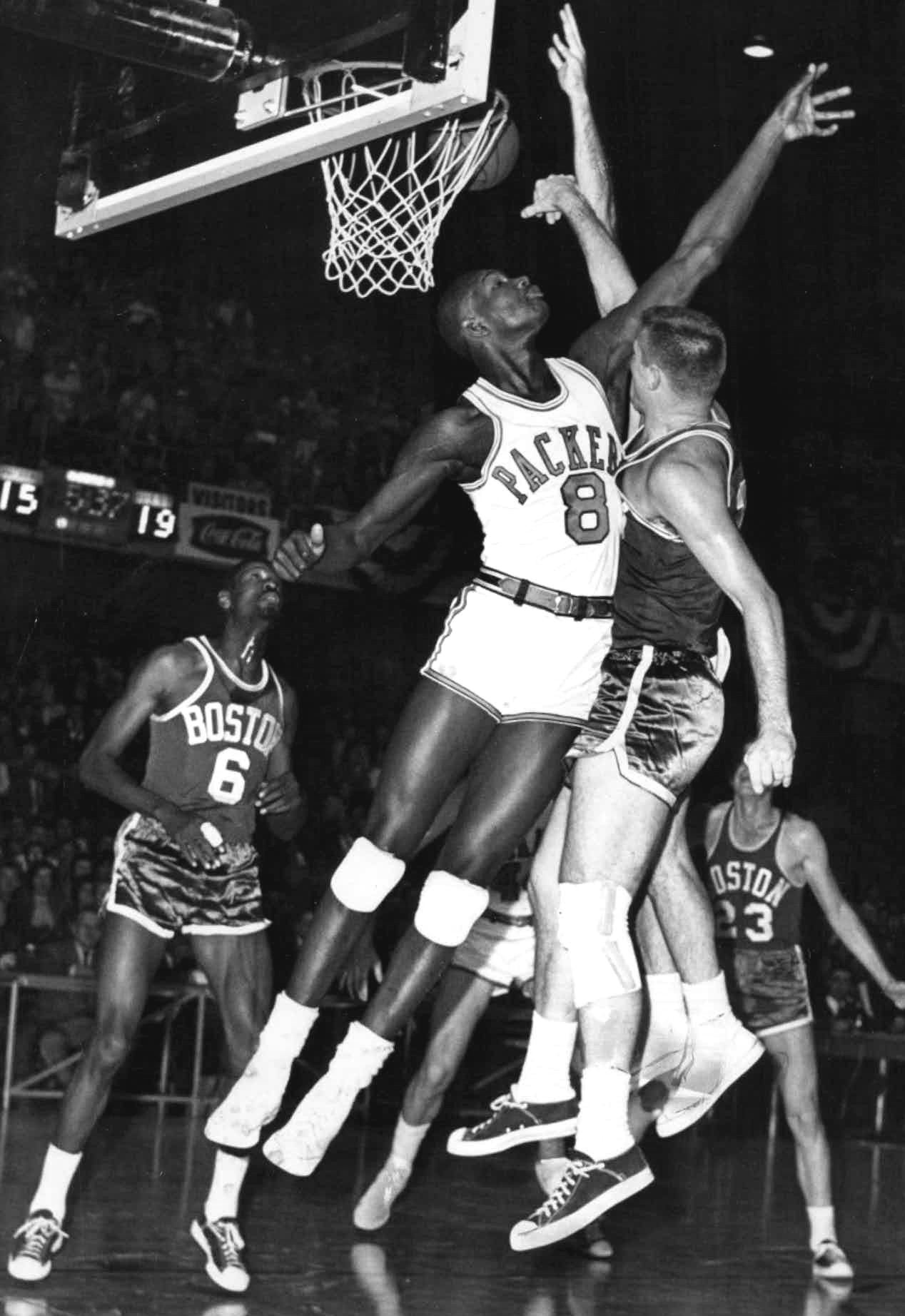
Walt Bellamy (# 8) teve médias de 31,6 pontos e 19,0 rebotes durante sua temporada de estreia.

A equipe agora conhecida como Wizards começou a jogar como Chicago Packers em 1961, como a primeira equipe de expansão moderna na história da NBA, uma expansão motivada pela American Basketball League (ABA). O novato Walt Bellamy foi a estrela da equipe com médias de 31,6 pontos e 19,0 rebotes. Bellamy foi nomeado o Novato do Ano mas a equipe terminou a temporada com o pior recorde da NBA: 18-62.
O apelido original da equipe era uma homenagem à indústria frigorifica de Chicago. No entanto, era extremamente impopular, já que era o mesmo apelido usado pelo Green Bay Packers da NFL, rivais do Chicago Bears. Após apenas um ano, a organização mudou seu nome para Chicago Zephyrs e jogou seus jogos em casa no Chicago Coliseum. Sua única temporada como Zephyrs contou com Terry Dischinger, que ganhou o Prêmio de Novato do Ano. Em 1963, a franquia mudou-se para Baltimore e tornou-se o Baltimore Bullets, jogando seus jogos em casa no Baltimore Civic Center. Em seu primeiro ano em Baltimore, os Bullets terminaram em quarto lugar em uma divisão ocidental de cinco equipes.
Antes da temporada de 1964-65, os Bullets fizeram uma troca de sucesso, enviando Dischinger, Rod Thorn e Don Kojis para o Detroit Pistons em troca de Bailey Howell, Don Ohl, Bob Ferry e Wali Jones. Howell provou ser um jogador fundamentalmente sólido e ele ajudou os Bullets a chegar aos playoffs pela primeira vez na história da franquia. Nos playoffs de 1965, os Bullets venceram o St. Louis Hawks por 3-1 e avançaram para as finais da Conferência Oeste. Nas finais, Baltimore conseguiu empatar os quatro primeiros jogos com o Los Angeles Lakers antes de perder a série por 4-2.

### 1967–1981: Era Wes Unseld

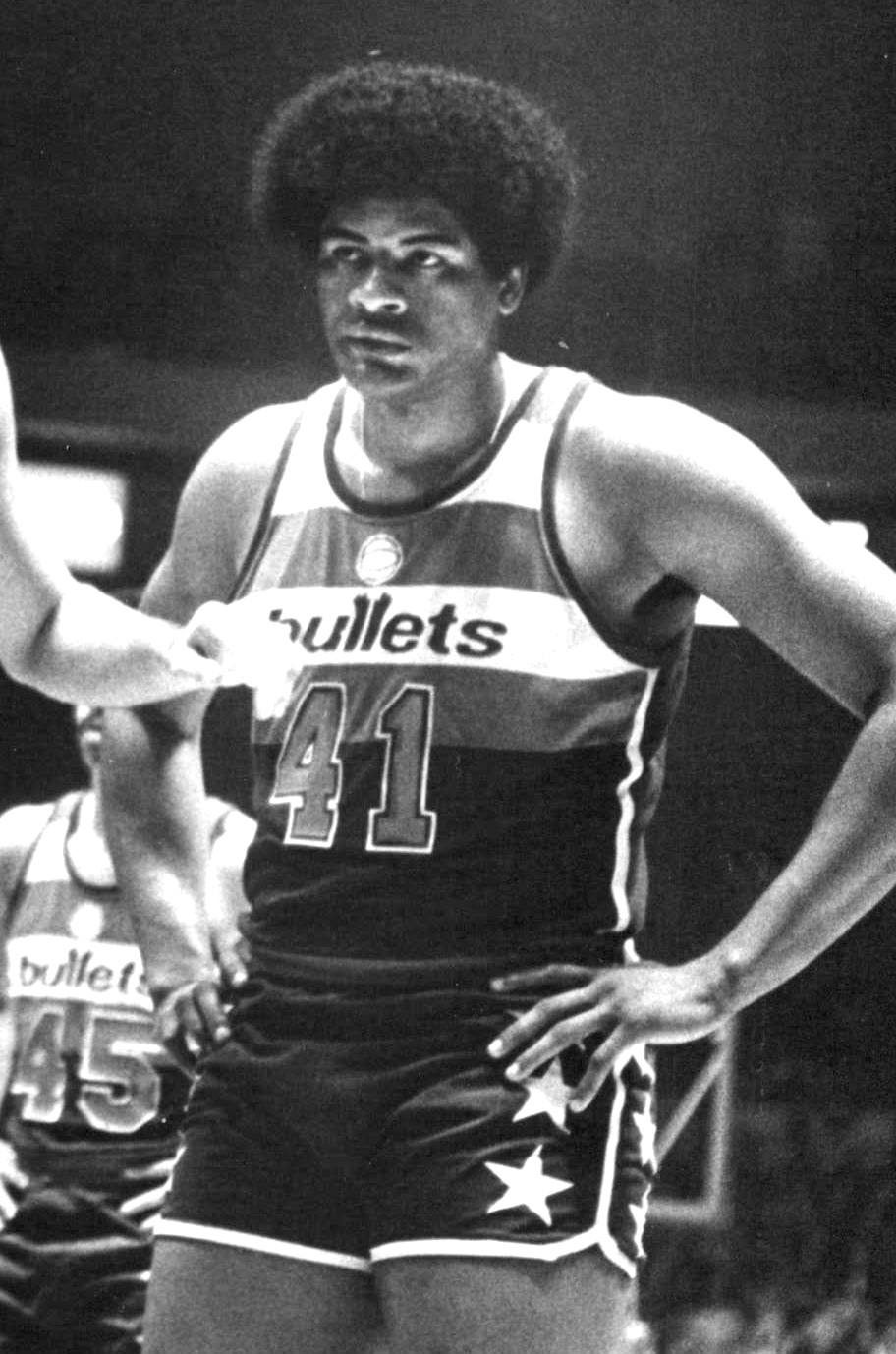
Wes Unseld, que ganhou os prêmios de Novato do Ano, MVP e MVP da Finais, jogou todas as 13 temporadas de sua carreira com os Bullets.

No final da década de 1960, os Bullets selecionaram dois futuros membros do Hall da Fama no draft: Earl Monroe, no draft de 1967, e Wes Unseld, no draft de 1968. A equipe melhorou drasticamente de 36 vitórias na temporada anterior para 57 na temporada de 1968-69, e Unseld recebeu o Prêmio de Novato do Ano e MVP. Os Bullets sediaram o All-Star Game da NBA de 1969 e chegaram aos playoffs com grandes expectativas, mas foram eliminados pelo New York Knicks na primeira rodada. Na temporada seguinte, as duas equipes se encontraram novamente na primeira rodada, e embora este tenha ido para sete jogos, os Knicks saíram vitoriosos novamente.
Na temporada de 1970-71, os Bullets novamente enfrentaram os Knicks, desta vez nas finais da Conferência Leste. Com o capitão da equipe dos Knicks, Willis Reed, lesionado, os Bullets venceram o Jogo 7 por 93-91 e avançaram para suas primeiras finais da NBA. Eles foram varridos em quatro jogos pelo poderoso Milwaukee Bucks de Kareem Abdul-Jabbar (conhecido em 1971 como Lew Alcindor) e Oscar Robertson.
Mesmo após as trocas de Earl Monroe (para os Knicks) e Gus Johnson (para o Phoenix Suns), os Bullets permaneceram como um candidato aos playoffs ao longo da década de 1970. Após um recorde de 38-44 na temporada de 1971-72, Baltimore adquiriu Elvin Hayes do Houston Rockets e selecionou Kevin Porter no draft de 1972.
Depois de um início lento na temporada de 1972-73, Baltimore teve uma sequencia de 10-4 no caminho para conquistar o título da Divisão Central pelo terceiro ano consecutivo. Os Bullets enfrentaram novamente os Knicks nos playoffs e perderam pela quarta vez em cinco séries.
Em fevereiro de 1973, a equipe anunciou sua mudança para o Capital Centre em Landover, um subúrbio de Washington, D.C. e se tornou o Capital Bullets. Depois da temporada de 1973-74, eles mudaram seu nome para Washington Bullets. Os Bullets retornariam a Baltimore para jogar alguns jogos durante o final dos anos 1980 e 1990.
Durante novembro de 1973, enquanto aguardavam a conclusão de sua nova arena em Landover, os Bullets jogaram seus jogos em casa no Cole Field House no campus da Universidade de Maryland. O Capital Centre (mais tarde conhecido como USAir/US Airways Arena) foi inaugurado em 2 de dezembro de 1973 com os Bullets derrotando o Seattle SuperSonics.

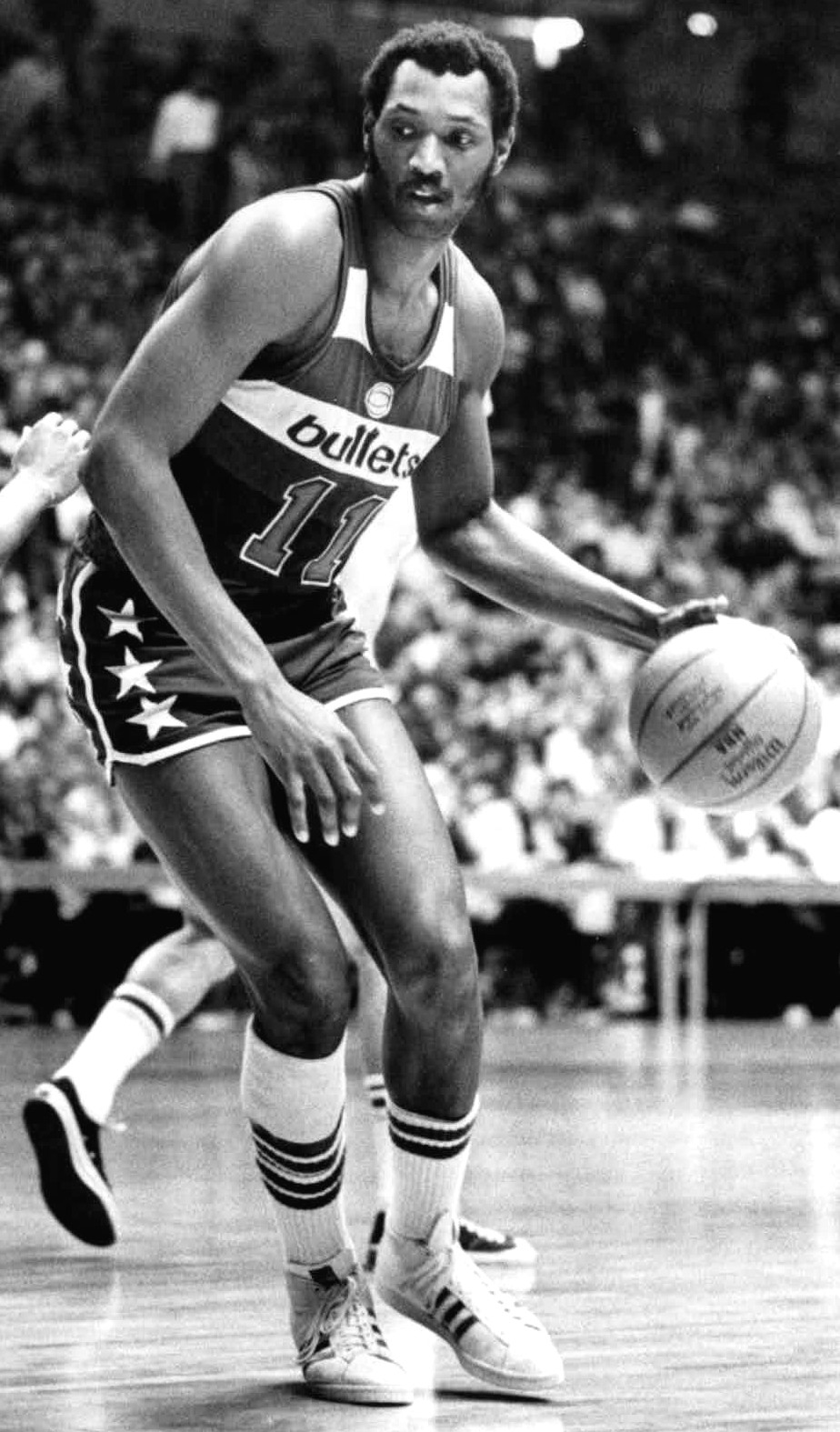
Durante suas nove temporadas com os Bullets, Elvin Hayes teve médias de 21,3 pontos e 12,7 rebotes. Ele liderou a NBA em rebotes na temporada de 1973-74, com média de 18,1.

Após um recorde de 60-22, os Bullets voltaram aos playoffs na temporada de 1974-75. Na primeira rodada dos playoffs, eles venceram uma série de sete jogos contra o Buffalo Braves. Nas finais da Conferência Leste, eles venceram o Boston Celtics em seis jogos para avançar às Finais da NBA. Os Bullets eram favoritos para vencer o título mas foram varridos pelo Golden State Warriors.
Na temporada de 1975-76, eles venceram 12 jogos a menos do que na temporada passada e nos playoffs foram eliminados pelo Cleveland Cavaliers em sete jogos. Após a temporada, os Bullets demitiram o treinador K.C. Jones, apesar de ter uma porcentagem de vitórias de 62% como treinador da equipe.
Na temporada de 1976-77, sob o comando do novo treinador Dick Motta, os Bullets ficaram aquém do título da Divisão Central pelo segundo ano consecutivo. Elvin Hayes terminou em sexto na liga em rebotes com média de 12,5. Depois de abrir os playoffs com uma vitória na série sobre o Cleveland Cavaliers, os Bullets perderam em seis jogos para o Houston Rockets.

#### Temporada de 1977–78: Título da NBA
Embora tivessem Elvin Hayes e Wes Unseld na equipe, os Bullets terminaram a temporada de 1977-78 com um recorde de 44-38 e eram considerados zebras para vencer as Finais da NBA. O jornalista de San Antonio, Dan Cook, usou a famosa frase "A ópera não acabou até que a gorda cante". Isso se tornou o grito de guerra dos Bullets quando eles terminaram uma corrida de playoffs que os levou ao título da NBA, derrotando o Seattle SuperSonics em sete jogos para trazer um campeonato esportivo profissional para Washington, D.C. pela primeira vez em 36 anos. Continua sendo o único título da NBA conquistado pela equipe.

#### Temporada de 1978–79
Na temporada de 1978-79, os Bullets mudaram-se para a Divisão Atlântica, conquistando o título da divisão em sua primeira temporada. Eles entraram nos playoffs tendo perdido oito dos últimos 11 jogos da temporada regular e com um recorde de 54-28. Nos playoffs, a equipe venceu o Atlanta Hawks em sete jogos nas semifinais de conferência. Nas finais da Conferência Leste, eles superaram um déficit no quarto quarto para vencer o San Antonio Spurs por 107-105 no Jogo 7 e avançar para as Finais da NBA.
Os Bullets venceram o primeiro jogo contra o Seattle SuperSonics mas perderam os quatro jogos seguintes e a série. Os Bullets foram o único time a jogar nas finais da NBA quatro vezes durante a década de 1970.

### 1979–1988: Decepções nos playoffs
A idade e as lesões finalmente alcançaram os Bullets. Na temporada de 1979-80, eles mal chegaram aos playoffs, pois conquistaram a sexta e última vaga nos playoffs por um desempate, apesar de terem um recorde de 39-43. Nos playoffs, eles foram varridos pelo Philadelphia 76ers. Na temporada seguinte, os Bullets não chegaram aos playoffs pela primeira vez em 13 anos. Wes Unseld se aposentou e Elvin Hayes foi negociado com o Houston Rockets na temporada seguinte.

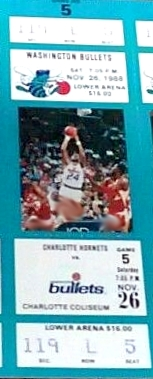
Um ingresso para um jogo da temporada de 1988-89 entre os Bullets e o Charlotte Hornets.

Na temporada de 1981-82, Washington jogou sob o comando de Gene Shue e Don Moran e terminou a temporada regular com um recorde de 43-39. Embora eles tenham avançado até as semifinais da Conferência Leste, eles claramente perderam o poder do final da década de 1970. Os Bullets de 1983 continuaram a jogar com o mesmo talento que tinham no ano anterior. Eles terminaram com um recorde de vitórias mas ficaram em último na divisão e perderam os playoffs.
Nas duas temporadas seguintes, os Bullets continuaram a jogar um basquete medíocre quando terminaram com recordes de derrotas mas chegaram aos playoffs no novo formato expandido que envolveu as 16 melhores equipes da temporadas; os Bullets foram eliminados em ambos os anos na primeira rodada.
Na temporada de 1985-86, os Bullets adquiriram Manute Bol, cuja especialidade eram os bloqueios. Naquela temporada, ele bloqueou 397 arremessos. No entanto, a equipe terminou com um decepcionante recorde de 39-43 e foram eliminados pelos 76ers na primeira rodada dos playoffs. Os Bullets adquiriram Moses Malone do Philadelphia 76ers na temporada seguinte com a esperança de melhorias. Malone lideraria a equipe na pontuação com média de 24,1 pontos, se juntando a Jeff Malone que teve média de 22,0 pontos. O recorde de 42-40 dos Bullets seria sua última temporada vitoriosa até 1996-97. Washington foi eliminado pelo Detroit Pistons nos playoffs.
Com a 12º escolha geral no draft de 1987, os Bullets selecionaram Muggsy Bogues, que com 1,60 cm é o jogador mais baixo da história da NBA. Após 27 jogos na temporada e com um recorde de 8-19, o técnico Kevin Loughery foi demitido. Para substituir Loughery, os Bullets contrataram Wes Unseld. Sob seu comando, a equipe melhorou e chegou aos playoffs com um recorde de 38-44. Eles perderam para o Detroit Pistons em cinco jogos. Seriam nove temporadas antes de Washington voltar aos playoffs.

### 1989–1997: Fim dos Bullets
Os Bullets começaram a temporada de 1988-89 com um recorde de 5-1, mas perderam 16 dos 18 jogos em dezembro e janeiro. Em 6 de janeiro de 1989, a franquia jogou seu primeiro jogo da temporada regular em Baltimore desde 1973; este seria o primeiro dos 35 jogos "em casa" da temporada regular que os Bullets jogaram em Baltimore de 1989 a 1997. Apesar das temporadas estelares de Jeff Malone e Bernard King que tiveram médias de 24,3 e 22,3 pontos, eles terminaram com um recorde de 31-51.
O único destaque da temporada de 30 vitórias dos Bullets em 1990-91 foi o bem sucedido esforço de retorno de Bernard King enquanto se recuperava de uma cirurgia no joelho para terminar em terceiro na NBA em pontos com 28,4 pontos. Em 1990, a equipe nomeou Susan O'Malley como sua presidente, a primeira mulher presidente de uma franquia na história da NBA.
Os Bullets continuaram a ter problemas devido a lesões e o jogo inconsistente. Eles registraram um recorde de 25-57 na temporada de 1991-92. Pervis Ellison foi nomeado o Jogador que Mais Evoluiu em 1992 com médias de 20,0 pontos, 11,2 rebotes e 2,7 bloqueios. Os Bullets selecionaram Tom Gugliotta com a sexta escolha geral no draft de 1992. Eles terminaram a temporada de 1992-93 com um recorde de 22-60.
As lesões continuaram a prejudicar os Bullets quando os principais jogadores, Rex Chapman e Calbert Cheaney, (a escolha da primeira rodada do draft) perderam trechos significativos da temporada e Ellison perdeu quase toda a temporada. O resultado foi um recorde de 24-58 na temporada de 1993-94. Don MacLean foi nomeado o Jogador que Mais Evoluiu da temporada, liderando os Bullets com média de 18,2 pontos (empatado com Chapman).
Os Bullets selecionaram Juwan Howard no draft de 1994 e trocaram Gugliotta, junto com três escolhas de primeira rodada do draft, para o Golden State Warriors por Chris Webber. Uma lesão no ombro de Webber fez com que ele perdesse 19 jogos e os Bullets terminaram com um recorde de 21-61. Webber teve médias de 20,1 pontos e 9,6 rebotes mas recusou a cirurgia para seu ombro deslocado. Isso seria caro para a próxima temporada.
Na temporada de 1995-96, Webber sofreu uma luxação no ombro esquerdo em um jogo de pré-temporada contra o Indiana Pacers. Depois de esperar que a lesão melhorasse com o descanso, Webber finalmente foi submetido a uma cirurgia em 1º de fevereiro que o afastou para o restante da temporada. Outros jogadores lesionados incluíram Mark Price (que jogou apenas em sete jogos) e Robert Pack (31 jogos disputados). Os Bullets tiveram um recorde de 39-43 mas perderam os playoffs pela oitava temporada consecutiva.
Washington, ostentando o jogador mais alto da liga (Gheorghe Mureşan, cuja altura é de 2,31 cm), dois jogadores muito atléticos (Howard e Webber) e um dos melhores armadores da liga (Rod Strickland), começou a temporada de 1996-97 com um recorde de 22-24. Isso levou à demissão do treinador Jim Lynam. Bernie Bickerstaff, um assistente técnico dos Bullets quando eles ganharam seu único título da NBA em 1978, foi chamado para ressuscitar sua ex-equipe. Os Bullets responderam, vencendo 16 de seus últimos 21 jogos, e terminaram com um recorde de 44-38, seu melhor recorde desde 1978-79. A onda tardia permitiu que os Bullets subissem ao alcance do Cleveland Cavaliers para a última vaga nos playoffs da Conferência Leste. Em um jogo de vitória ou ida para casa com os Cavaliers no último jogo da temporada, os Bullets superaram Cleveland por 85-81 para acabar com a maior seca de playoffs da franquia. Nos playoffs, os Bullets foram varridos pelo Chicago Bulls na primeira rodada.

#### Tornando-se Wizards

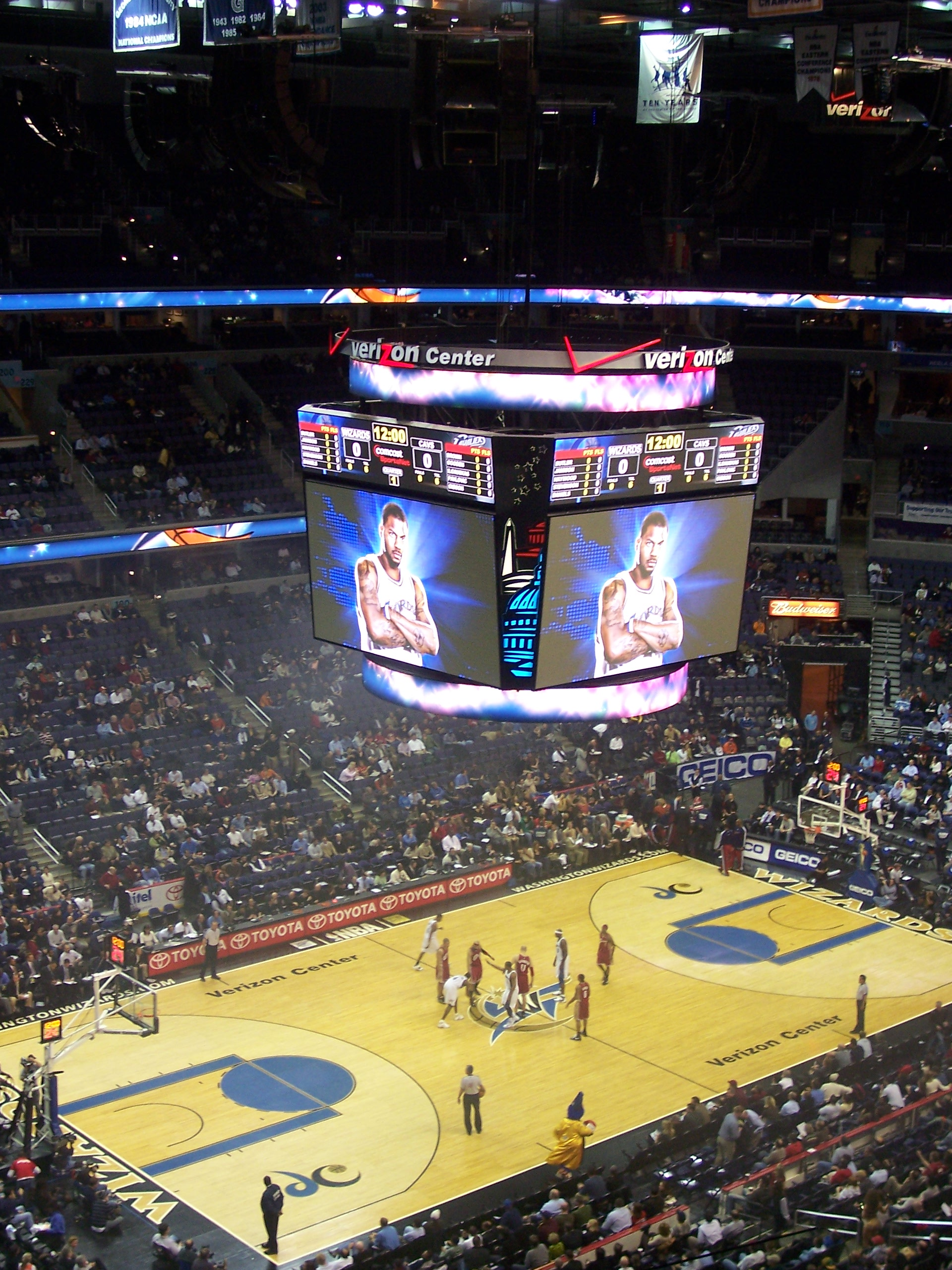
Os Wizards mudaram-se para o MCI Center (mais tarde denominado Verizon Center e agora Capital One Arena) em 1997.

Em novembro de 1995, o proprietário Abe Pollin anunciou que estava mudando o apelido da equipe, porque Bullets havia adquirido tons violentos que o haviam tornado cada vez mais desconfortável ao longo dos anos, particularmente dada a alta taxa de homicídios e criminalidade no início da década de 1990 em Washington, D.C. Acreditava-se que a mudança de nome estava relacionada ao assassinato do amigo de longa data de Pollin, o primeiro-ministro israelense Yitzhak Rabin.
Um concurso foi realizado para escolher um novo nome e as opções foram limitadas a Dragons, Express, Stallions, Sea Dogs e Wizards. Em 15 de maio de 1997, os Bullets se tornaram oficialmente os Wizards. O novo nome gerou alguma controvérsia porque "Wizard" é uma categoria na Ku Klux Klan e Washington tem uma grande população afro-americana. Um novo logotipo foi revelado e as cores do time foram alteradas do tradicional vermelho, branco e azul para um tom mais claro de azul, preto e bronze, as mesmas cores do Washington Capitals da National Hockey League (NHL), também de propriedade de Pollin. Naquele mesmo ano, os Wizards se mudaram para o então MCI Center, agora chamado Capital One Arena, que abriga os Capitals e o time de basquete universitário masculino de Georgetown.
Em 1998, eles se tornaram o time irmão do Washington Mystics da WNBA, e permaneceram oficialmente assim até 2005, quando os Mystics foram vendidos para a Lincoln Holdings (liderada por Ted Leonsis). No entanto, após a compra dos Wizards por Leonsis em 2010, os Wizards e Mystics novamente se tornaram equipes irmãos.

### 1997–2001: Reconstruindo como Wizards
O recém-nomeado Wizards começou a temporada de 1997-98 jogando 5 jogos em casa no Capital Centre antes de se mudar para o novo MCI Center em 2 de dezembro de 1997. A equipe terminou a temporada com um recorde de 42-40 mas acabaram não indo para os playoffs. Os destaques da temporada foram Chris Webber liderando a equipe em pontuação (21,9) e rebotes (9,5), Rod Strickland liderando a liga em assistências (10,5) antes de sofrer uma lesão perto do final da temporada e Tracy Murray tendo média de 15,1 pontos vindo do banco, incluindo um jogo de 50 pontos contra o Golden State Warriors. Distrações fora da quadra levaram a troca de Webber para o Sacramento Kings por Mitch Richmond e Otis Thorpe em maio de 1998.
Os Wizards terminaram a temporada de 1998-99 com um recorde de 18-32. Mitch Richmond liderou a equipe em pontuação com média de 19,7. Na temporada de 1999-2000, os Wizards terminaram com um recorde de 29-53. Richmond liderou a equipe com 17,4 pontos. Na temporada de 2000-01, sob o comando do técnico recém-contratado Leonard Hamilton, Richard Hamilton liderou a equipe na pontuação com média de 18,1, mas a equipe terminou com um recorde de 19-63, o maior número de derrotas que a equipe já havia sofrido em uma temporada.
Em 23 de fevereiro de 2001, os Wizards estavam envolvidos em uma negociação blockbuster. A equipe enviou Juwan Howard, Obinna Ekezie e Calvin Booth para o Dallas Mavericks. E em troca recebeu Hubert Davis, Courtney Alexander, Christian Laettner, Loy Vaught e Etan Thomas.

### 2001–2003: Era Michael Jordan

#### Temporada de 2001–02

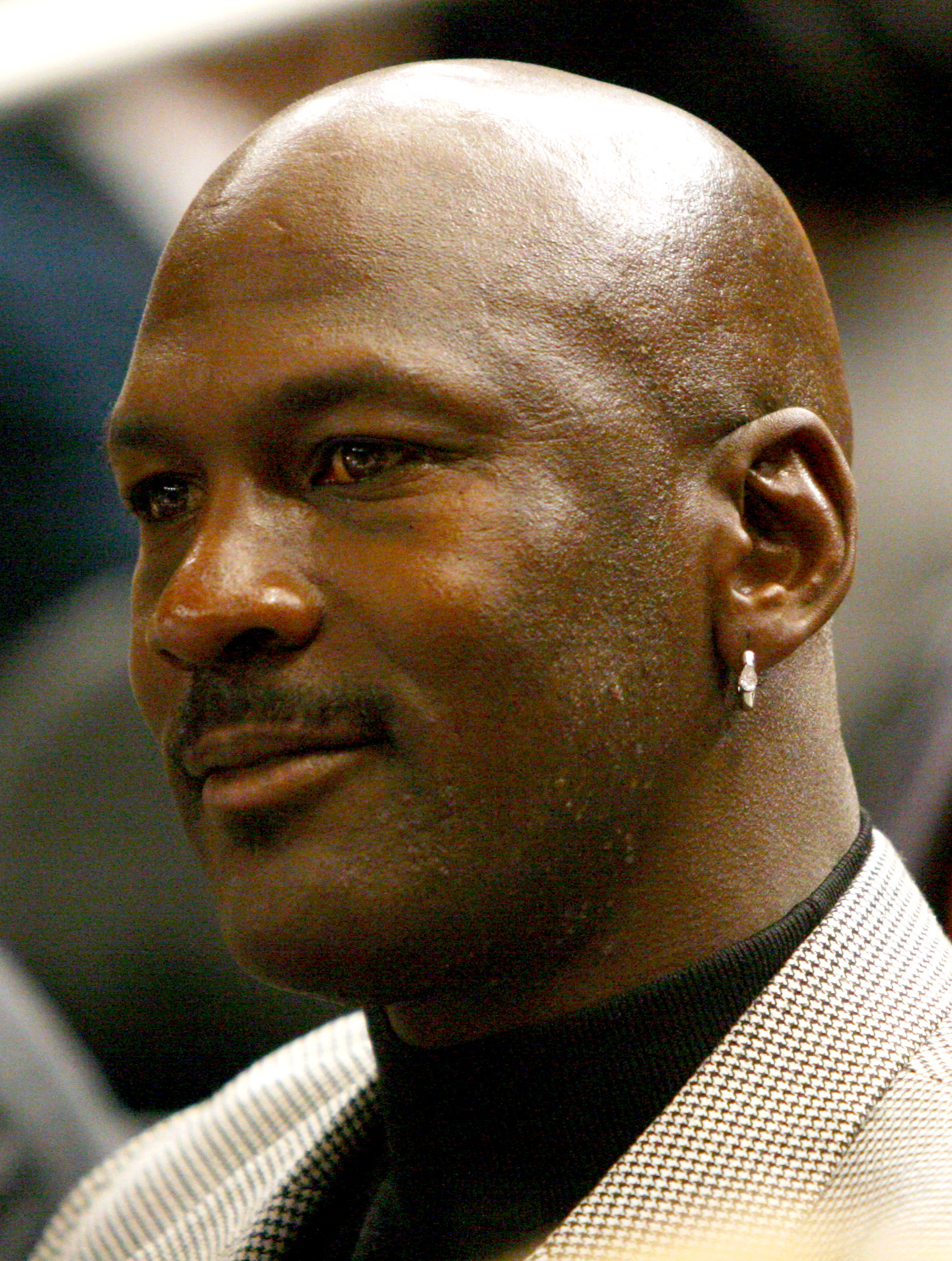
Michael Jordan foi presidente de operações de basquete e proprietário minoritário.

Depois de se aposentar do Chicago Bulls no início de 1999, Michael Jordan tornou-se vice-presidente de operações de basquete do Washington Wizards, bem como um proprietário minoritário em janeiro de 2000.
Em setembro de 2001, Jordan saiu da aposentadoria aos 38 anos para jogar pelo Washington. Jordan afirmou que estava voltando "pelo amor do jogo". Por causa das regras da NBA, ele teve que se desfazer de qualquer propriedade da equipe. Antes do intervalo do All-Star Game, Jordan foi um dos dois únicos jogadores a ter médias superiores a 25 pontos, 5 assistências e 5 rebotes, enquanto liderava os Wizards para um recorde de 26-21. Após a pausa do All-Star, o joelho de Jordan não conseguiu lidar com a carga de trabalho de uma temporada completa, pois ele terminou a temporada na lista de lesionados, e os Wizards terminaram a temporada com um recorde de 37-45 e não foram para os playoffs.

#### Temporada de 2002–03
Jordan anunciou que voltaria para a temporada de 2002-03, e desta vez ele estava determinado a trazer reforços, contratando Jerry Stackhouse e Larry Hughes. Jordan aceitou um papel de sexto homem para que seu joelho sobrevivesse aos rigores de uma temporada de 82 jogos.
Uma combinação de numerosas lesões na equipe e más atuações levou ao retorno de Jordan ao time titular. No final da temporada, os Wizards terminaram com um recorde de 37-45. Jordan terminou a temporada como o único jogador da equipe a jogar em todos os 82 jogos e ele teve médias de 20,0 pontos, 6,9 rebotes, 3,8 assistências e 1,5 roubos em 37,0 minutos. Jordan se aposentou pela terceira e última vez após a temporada.

#### Saida de Jordan
Após a temporada, o dono majoritário da equipe, Pollin, demitiu Jordan como presidente da equipe, para o choque de jogadores, associados e público. Jordan sentiu-se traído, pensando que ele teria sua propriedade de volta depois que sua carreira terminasse. Pollin justificou a demissão de Jordan falando que ele fez trocas ruins e usou a escolha da primeira rodada do draft para selecionar Kwame Brown. Os Wizards substituíram Jordan por Ernie Grunfeld.

### 2003–2010: Era Gilbert Arenas

#### Temporada de 2003–04

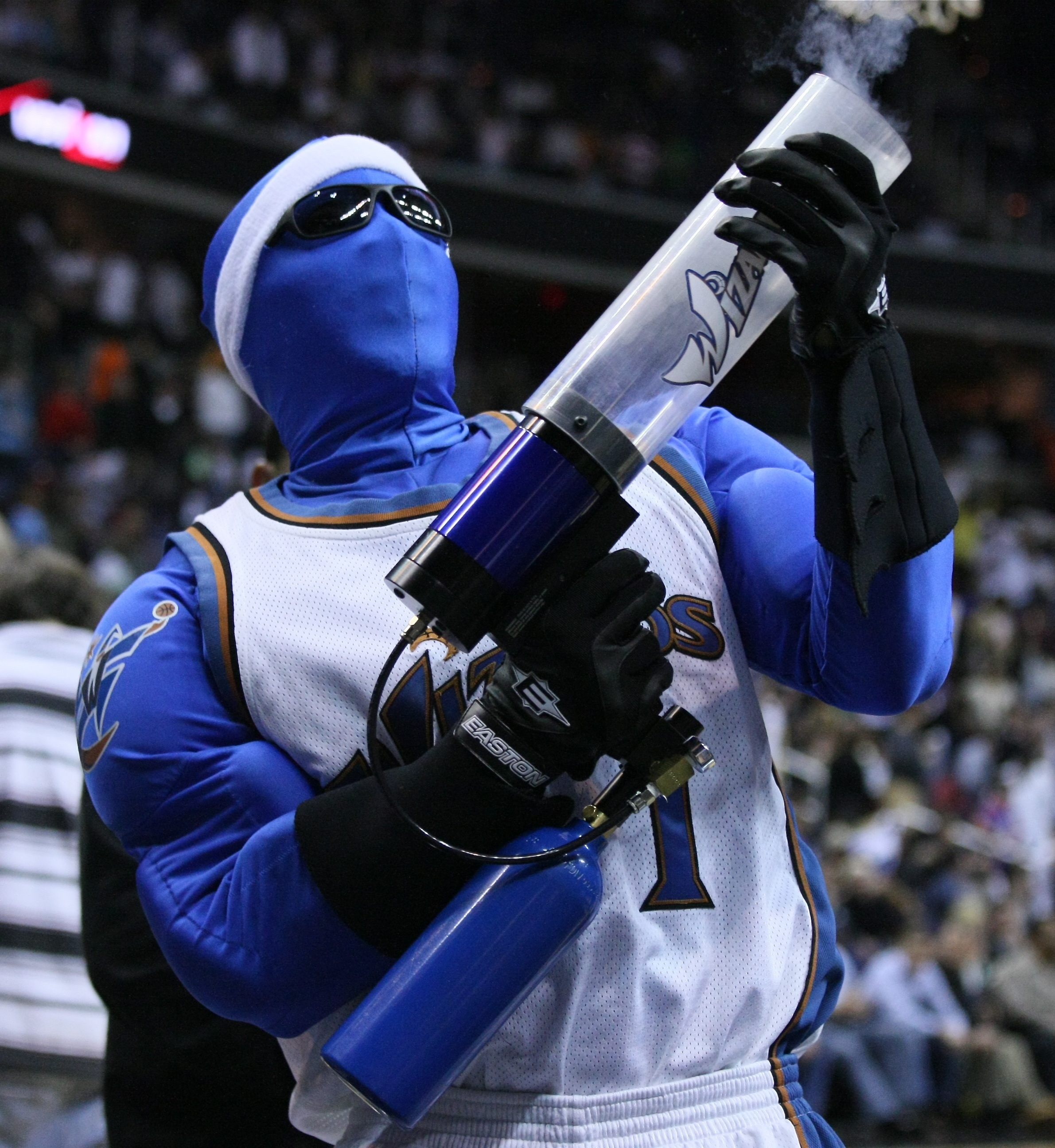
The Wizards G-Man, um dos mascotes da equipe

Apesar da contratação de Gilbert Arenas, em um movimento que foi ironicamente possível pelas manobras anteriores de Jordan, a equipe teve um recorde de 25-57 na temporada de 2003-04.
Após a temporada, Jerry Stackhouse, Christian Laettner e uma escolha de draft na primeira rodada foram negociados com o Dallas Mavericks por Antawn Jamison.

#### 2004-05: Retorno aos playoffs
A temporada de 2004-05 viu a equipe (agora na nova Divisão Sudeste) registrar seu melhor recorde na temporada regular em 26 anos (45-37) e marcou a primeira vez que a franquia chegou aos playoffs como Wizards.
Durante a temporada regular, Arenas, Jamison e Hughes ganharam o apelido de "The Big Three". Hughes liderou a NBA em roubos de bola com média de 2,8. Arenas e Jamison foram nomeados para o All-Star Game de 2005, marcando a primeira vez que Washington teve dois jogadores no All-Star Game desde que Jeff Malone e Moses Malone representaram os Bullets no All-Star Game de 1987.
Com uma vitória por 93-82 sobre o Chicago Bulls em 13 de abril de 2005, os Wizards conquistaram uma vaga nos playoffs pela primeira vez desde 1996-97. Os fãs de longa data comemoraram comprando mais de 16.000 ingressos para os playoffs em duas horas e meia. No Jogo 3 da primeira rodada contra os Bulls, os Wizards venceram seu primeiro jogo de playoff desde 1988. Os Wizards venceram a série por 4-2. Esta vitória na série de playoffs encerrou a segunda maior sequência sem vitórias na pós-temporada na história da NBA.
Nas semifinais da conferência, os Wizards foram varridos pelo Miami Heat.

#### Temporada de 2005–06

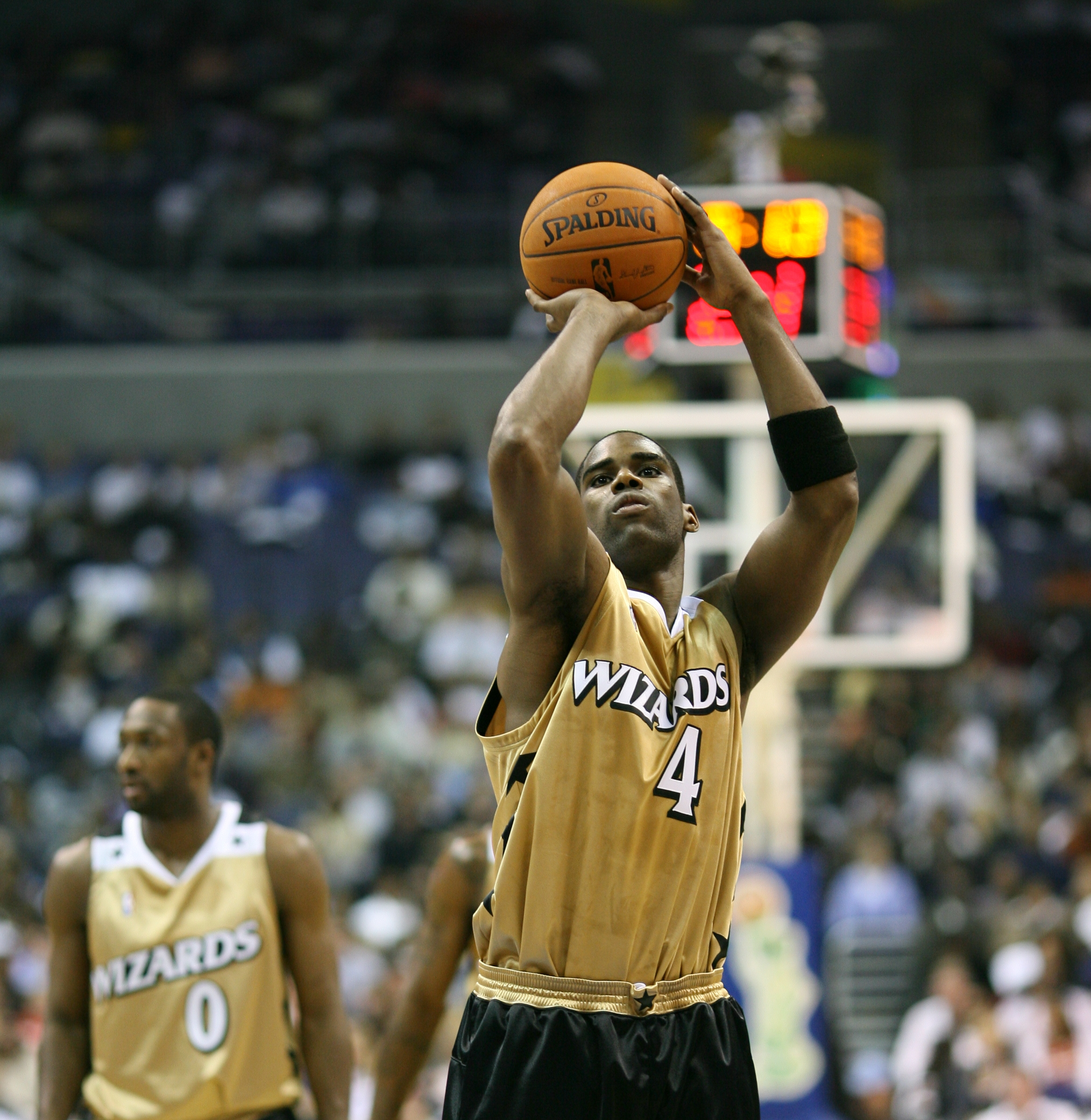
Antawn Jamison arremessando um lance livre em 2006 enquanto usava as camisas alternativas douradas da equipe.

A temporada de 2005-06 foi repleta de altos e baixos. Durante a off-season, Washington adquiriu Caron Butler e Antonio Daniels. Durante a temporada regular, a equipe novamente teve o melhor trio de pontuação da NBA, desta vez composto por Arenas, Jamison e Butler.
A equipe teve um recorde de 42-40 e conquistou a 5ª melhor campanha na Conferência Leste. Eles tiveram média de 101,7 pontos, terceiro na NBA e no topo do Leste, e conquistaram uma vaga nos playoffs pela segunda temporada consecutiva pela primeira vez desde 1987.
Seu confronto na primeira rodada com Cleveland Cavaliers foi amplamente visto como a série mais igualada nos playoffs. As equipes trocaram vitórias durante os dois primeiros jogos em Cleveland. No Jogo 3 no Verizon Center, os Cavs assumiram a série com uma vitória por 97-96. No Jogo 4, os Wizards venceram por 106-96. No entanto, nos Jogos 5 e 6, os Cavs assumiriam o controle da série, ambos os jogos decididos por um ponto na prorrogação.
No Jogo 5, Lebron James marcou uma cesta com 0,9 segundos na prorrogação para dar ao Cavs uma vitória por 121-120. A série retornou ao Verizon Center para o Jogo 6 e os Cavs ganharam por 114-113.

#### Temporada de 2006–07

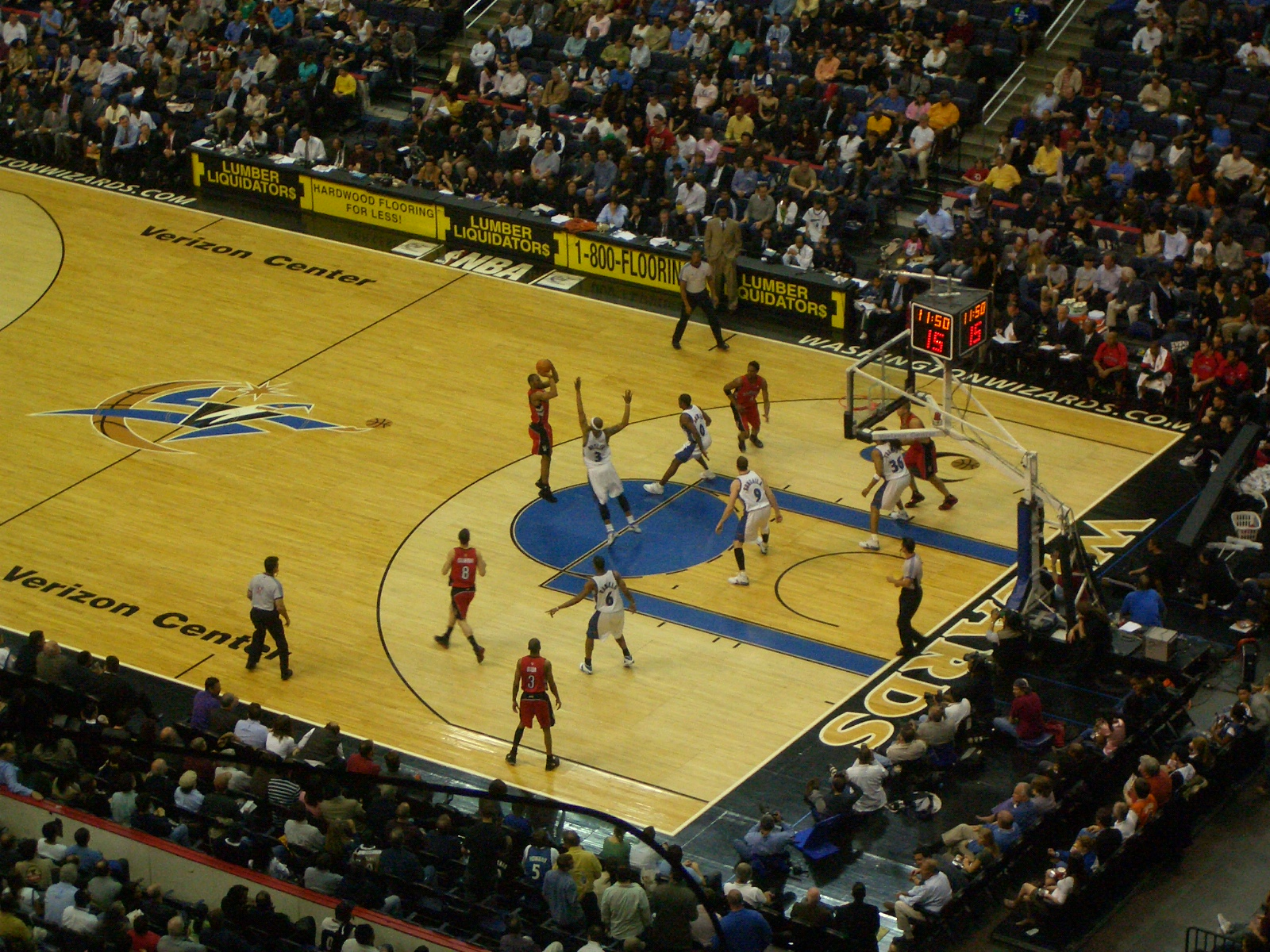
Os Wizards em um jogo em casa contra o Toronto Raptors em 30 de março de 2007.

A temporada de 2006-07 começou muito promissora para os Wizards. Na off-season eles assinaram com DeShawn Stevenson e Darius Songaila. Em 18 de fevereiro, Eddie Jordan tornou-se o primeiro treinador dos Wizards/Bullets a treinar no All-Star Game desde Dick Motta em 1978-79. Arenas jogou em seu terceiro jogo consecutivo e Butler fez sua estreia no All-Star Game.
Em 14 de março, Butler saiu com uma lesão no joelho que o manteve fora por seis jogos. Ele voltou por apenas três jogos até fraturar a mão direita em 1º de abril contra o Milwaukee Bucks. Em 4 de abril, Arenas sofreu uma lesão no joelho que o tirou do resto da temporada. Um artigo de 15 de abril no The Washington Post apontou que, com Arenas e Butler fora, a equipe havia perdido 42,3% de sua produção ofensiva, possivelmente "a perda mais cara" para qualquer equipe no meio de uma caça aos playoffs na história da NBA.
Os Wizards conseguiram chegar aos playoffs da Conferência Leste com um recorde de 41-41. Nos playoffs, eles foram varridos pelo Cleveland Cavaliers.

#### 2007–08
Os Wizards mantiveram a maior parte de seu elenco para a temporada de 2007-08 e contrataram Oleksiy Pecherov, Nick Young e Dominic McGuire. Etan Thomas perdeu a temporada regular depois de passar por uma cirurgia.
Após oito jogos, Arenas foi submetido a uma cirurgia para reparar um lesão no menisco do joelho esquerdo e fez uma cirurgia de microfratura. Este foi o mesmo joelho que ele tinha machucado no ano anterior. A lesão forçou Arenas a sair por um total de 68 jogos. Apesar de todas as lesões, os Wizards conseguiram terminar com um recorde de 43-39 e com o 5º lugar na Conferência Leste. Na primeira rodada dos playoffs, eles enfrentaram o Cleveland Cavaliers pela terceira temporada consecutiva e perderam em seis jogos.

#### Temporada de 2008–10
Durante a pós-temporada, Arenas assinou um contrato de 6 anos e US$111 milhões, enquanto Jamison assinou um contrato de 4 anos e US$50 milhões. Os Wizards contrataram Dee Brown e Juan Dixon e selecionaram JaVale McGee como a 18º escolha geral no draft de 2008.
Em setembro, Arenas foi submetido a uma terceira operação em seu joelho esquerdo para limpar fluidos e detritos, e esperava-se que perdesse pelo menos o primeiro mês da temporada. Arenas acabou perdendo 5 meses de ação antes de retornar em 29 de março de 2009.
Os Wizards abriram a temporada perdendo quinze de seus primeiros dezenove jogos. O treinador Eddie Jordan foi demitido em 24 de novembro após um começo de 1-10 e foi substituído pelo técnico interino Ed Tapscott. Eles venceram apenas 14 de seus primeiros 60 jogos e no final tiveram um recorde de 19-63.
Um dos poucos pontos altos da temporada veio em 27 de fevereiro, quando o recém-empossado presidente Barack Obama assistiu a um jogo dos Wizards contra o Chicago Bulls. Os Wizards produziram sua segunda maior margem de vitória da temporada com uma vitória por 113-90; Jamison liderou com 27 pontos.
Flip Saunders chegou a um acordo para se tornar o novo treinador da equipe em meados de abril de 2009. Apesar de ter a segunda melhor chance de obter a escolha número um no draft de 2009, os Wizards foram sorteados com o quinto lugar geral. Esta escolha foi mais tarde negociada para o Minnesota Timberwolves, juntamente com Darius Songaila, Etan Thomas e Oleksiy Pecherov, em troca de Randy Foye e Mike Miller.

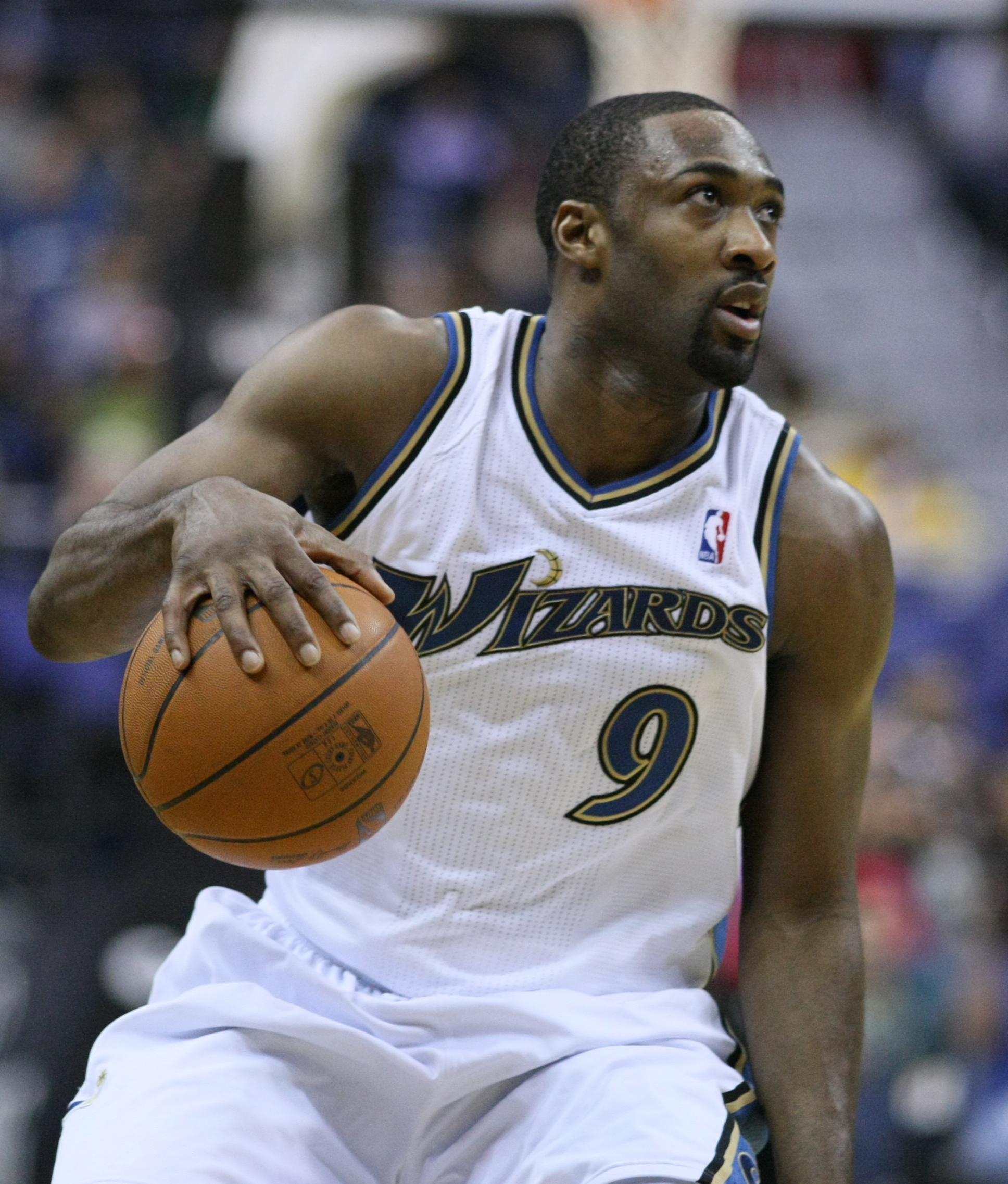
Gilbert Arenas em novembro de 2010.

Em novembro, o dono majoriario da franquia, Abe Pollin, morreu aos 85 anos. Na época de sua morte, ele era o dono mais longevo da história da NBA. O controle da franquia passou para sua viúva Irene, embora o dono minoritário Ted Leonsis estivesse se preparando para uma oferta de aquisição.
Em 24 de dezembro de 2009, foi revelado que Arenas havia admitido armazenar armas descarregadas em seu armário no Verizon Center e as havia entregue à segurança da equipe. Em 1º de janeiro de 2010, foi relatado que Arenas e seu companheiro de equipe Javaris Crittenton haviam descarregado armas no vestiário dos Wizards durante uma discussão na véspera de Natal sobre dívidas que resultaram na suspensão de Arenas. Apesar da prática de longa data de David Stern de não disciplinar os jogadores até que o processo legal se desenrolasse, ele se sentiu obrigado a agir quando os companheiros de equipe de Arenas o cercaram durante as apresentações pré-jogo antes de um jogo com o Philadelphia 76ers e ele "atirou" neles com armas feitas de seus dedos. Os Wizards emitiram uma declaração condenando a acrobacia pré-jogo dos jogadores como "inaceitável".
Em 13 de fevereiro de 2010, após um recorde de 17-33 no meio da temporada, os Wizards trocaram Butler, Haywood e Stevenson para o Dallas Mavericks em troca de Josh Howard, Drew Gooden, Quinton Ross e James Singleton. Três dias depois, os Wizards trocaram Antawn Jamison para o Cleveland Cavaliers em troca de Zydrunas Ilgauskas e obtiveram Al Thornton do Los Angeles Clippers em um acordo de três equipes. Ilgauskas relatou tempo insuficiente para fazer um exame físico e ele se tornou um agente livre.
Com Gilbert Arenas suspenso e Caron Butler e Antawn Jamison sendo negociados, os Wizards terminaram a temporada com um recorde de 26-56. Eles foram o único time da Divisão Sudeste a não ir para a pós-temporada.

### 2010–2019: Era John Wall

#### 2010–2013: O início e a chegada de Bradley Beal
Em junho, Ted Leonsis completou sua aquisição dos Wizards e do Verizon Center. Ele já havia comprado o Washington Capitals e o Washington Mystics da família Pollin. Leonsis adotou uma abordagem centrada nos fãs, ouvindo e respondendo às preocupações dos torcedores através de seu e-mail e site pessoal. Ele escreveu um manifesto de 101 mudanças que espera implementar durante sua posse, incluindo mudar as cores da equipe de volta para o vermelho, branco e azul da era Bullets, e possivelmente mudar o apelido da equipe de volta para 'Bullets'. O presidente da equipe Ernie Grunfeld confirmou mais tarde que as cores da franquia voltariam para vermelho, branco e azul a partir da temporada de 2011-12.
Apesar de ter apenas a 5ª melhor chance de obter a escolha nº 1 (10,3% no total), os Wizards ganharam a loteria do draft de 2010 e selecionaram John Wall com a primeira escolha geral. Na pós-temporada, a equipe adquiriu Kirk Hinrich e os direitos de draft de Kevin Séraphin.

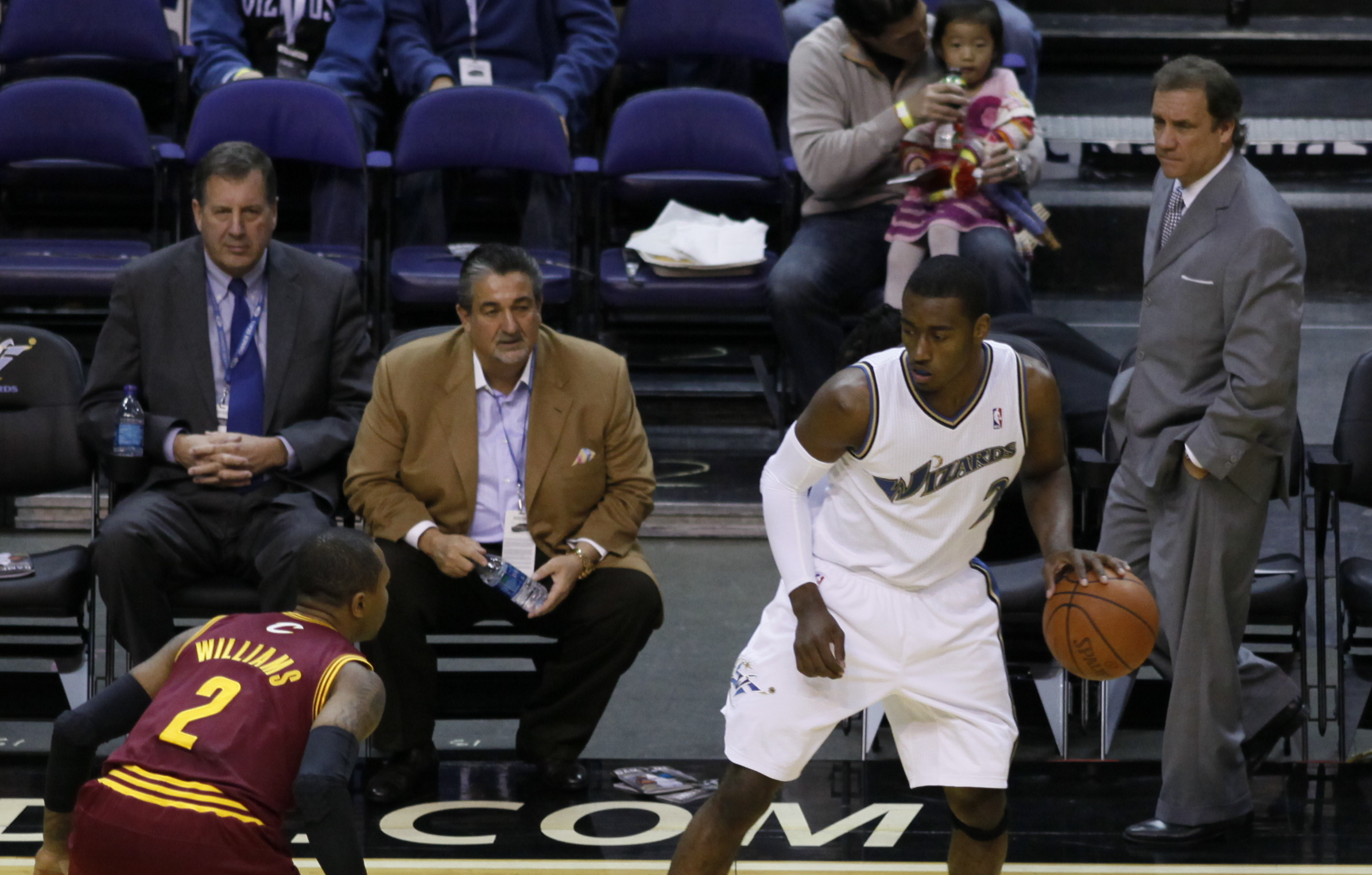
O proprietário dos Wizards, Ted Leonsis, e o então técnico Flip Saunders assistindo John Wall em 2010.

Em uma negociação de sucesso, os Wizards enviaram Gilbert Arenas para o Orlando Magic em troca de Rashard Lewis em 18 de dezembro. Kirk Hinrich e Hilton Armstrong foram negociados com o Atlanta Hawks por Jordan Crawford, Maurice Evans, Mike Bibby e Chris Singleton. Os Wizards terminaram com um recorde de 30-52, ocupando mais uma vez a última posição da Divisão Sudeste.
Após um início ruim na temporada de 2011-12, o treinador Flip Saunders foi demitido e substituído pelo assistente Randy Wittman. Depois de terminar a temporada com uma sequência de seis vitórias, os Wizards terminaram com um recorde de 20-46 (a temporada foi encurtada devido a greve) e o segundo pior recorde da NBA.
No draft de 2012, os Wizards selecionaram Bradley Beal e Tomáš Satoranský. Eles também contrataram Andray Blatche, A.J. Price e Martell Webster.
Em 30 de abril de 2013. Jason Collins, que se juntou à equipe em fevereiro, anunciou sua homossexualidade como membro dos Wizards. Seu anúncio fez dele o primeiro jogador abertamente gay em uma das principais ligas norte-americana. Os Wizards terminaram a temporada com um recorde de 29-53, terminando em 12º na Conferência Leste e 4º na Divisão Sudeste.
Em 21 de maio de 2013, os Wizards ganharam a terceira escolha geral no draft pelo segundo ano consecutivo. Eles selecionaram Otto Porter da Universidade de Georgetown. Em 25 de outubro de 2013, Emeka Okafor e uma escolha de primeira rodada foram negociados com o Phoenix Suns por Marcin Gortat, Shannon Brown, Malcolm Lee e Kendall Marshall.

#### 2013–14: Retorno aos playoffs

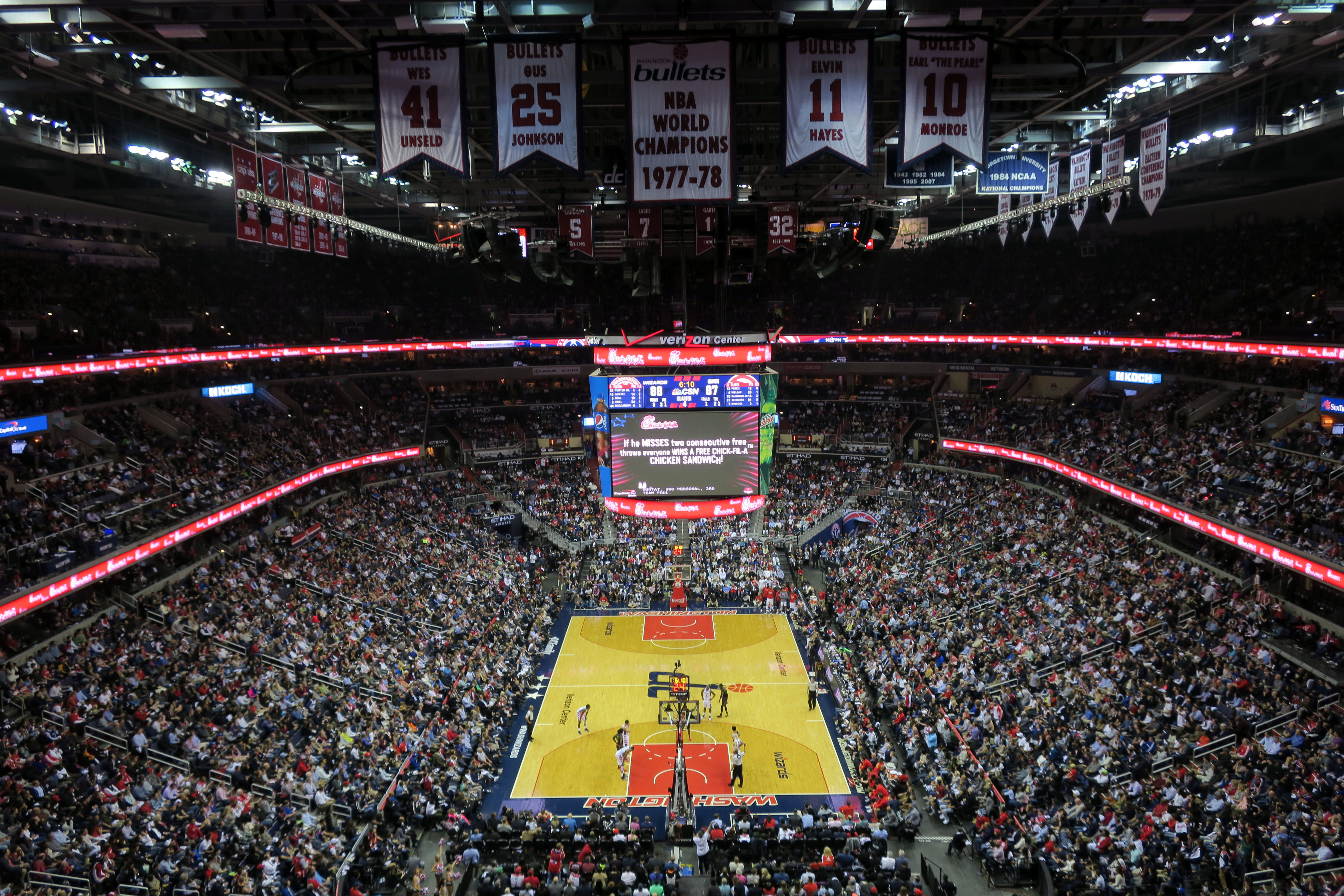
Os Wizards retornaram aos playoffs na temporada de 2014.

Em 3 de fevereiro de 2014, os Wizards derrotaram o Portland Trail Blazers para ter um recorde de 24-23. A vitória marcou a primeira vez que a equipe teve um recorde de vitórias desde 2009.
Em 2 de abril de 2014, os Wizards derrotaram o Boston Celtics por 118-92 para conquistar a primeira vaga da equipe nos playoffs desde a temporada de 2007-08. Em 29 de abril de 2014, a equipe derrotou o Chicago Bulls no Jogo 5 da primeira rodada dos playoffs para vencer a série por 4-1. Esta foi a primeira série que os Wizards venceram desde os playoffs de 2005. Os Wizards perderam para o Indiana Pacers nas semifinais da Conferência Leste.

#### Temporada de 2014–15
Após a saída de Trevor Ariza, os Wizards contrataram Paul Pierce em um contrato de dois anos. A liderança veterana de Pierce provou ser um fator importante dentro e fora da quadra na melhora da equipe.
Em 12 de novembro de 2014, os Wizards derrotaram o Detroit Pistons por 107-103, ampliando seu recorde para 6-2 pela primeira vez desde a temporada de 1975-76. No jogo seguinte, três dias depois, a equipe derrotou o Orlando Magic por 98-93, venceram sua terceira partida consecutiva e avançaram para um recorde de 7-2, seu melhor início desde a abertura de 7-1 durante a temporada de 1974-75.
Os Wizards terminaram a temporada com um recorde de 46-36, seu melhor recorde desde a temporada de 1978-79. Eles jogaram contra o Toronto Raptors na primeira rodada dos playoffs e venceram em quatro jogos, marcando a primeira varredura na história da franquia. Após a vitória sobre Toronto, os Wizards tiveram que jogar contra o Atlanta Hawks. Os Wizards conseguiram vencer o primeiro jogo da série, mas sofreram a perda de Wall devido a uma fratura no pulso. Embora Paul Pierce tenha feito vários grandes lances ao longo da série, a perda de Wall provou ser demais, e Atlanta levou a série em seis jogos.

#### Temporada de 2015–16
A temporada de 2015-16 foi muito menos bem sucedida. Os Wizards terminaram em 10º lugar na Conferência Leste com um recorde de 41-41 e não foram para os playoffs. Em 13 de abril de 2016, a equipe demitiu o treinador Randy Wittman.
Em 21 de abril de 2016, Scott Brooks, ex-treinador do Oklahoma City Thunder, concordou com um acordo de 5 anos e US$35 milhões para ser o treinador principal dos Wizards.
Em outubro de 2016, eles foram classificados em 93º de 122 piores franquias em grandes esportes pelo Ultimate Standings.

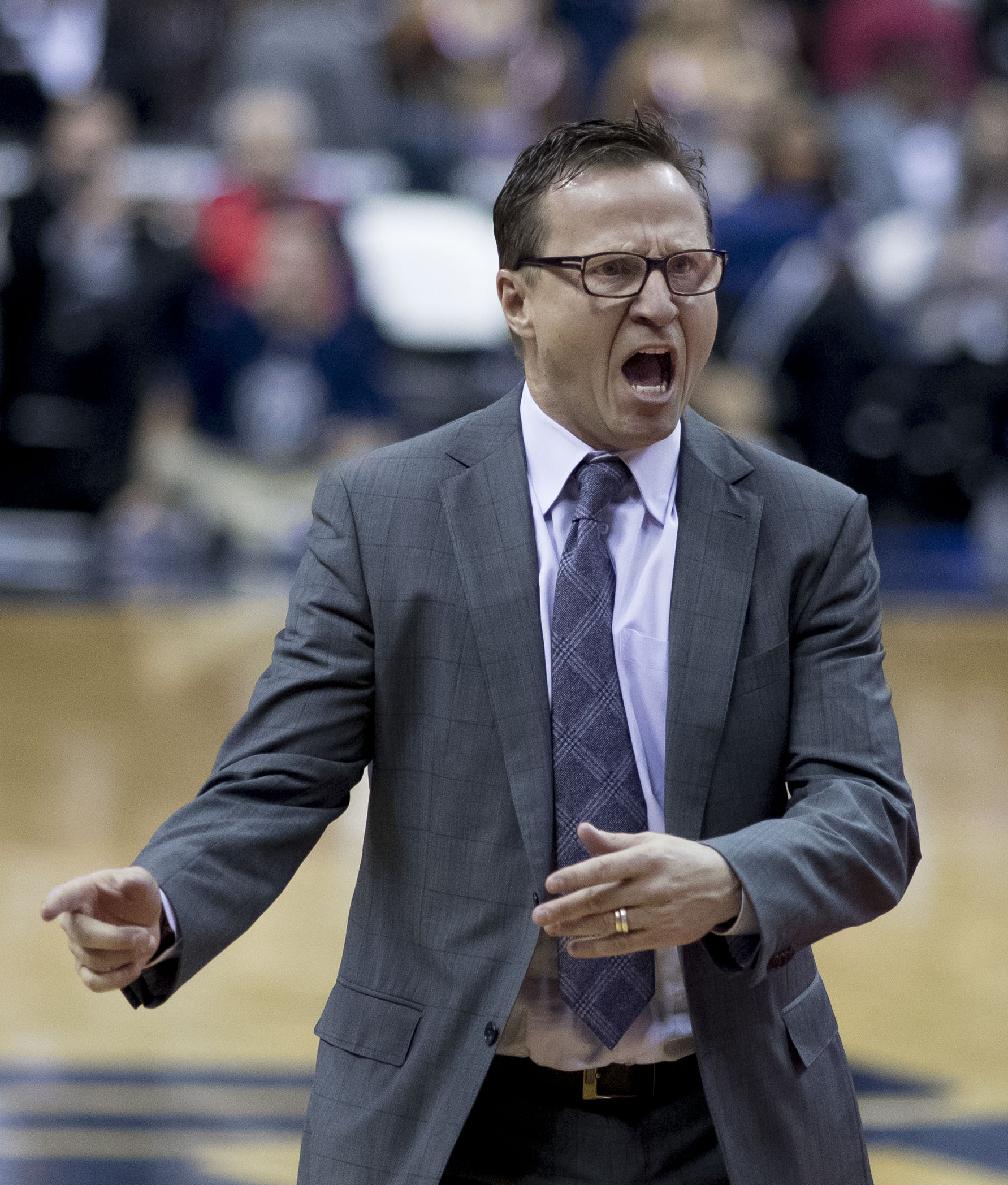
Scott Brooks atuou como treinador principal de 2016 a 2021.

#### Temporada de 2016–17
Os Wizards começaram a temporada de 2016-17 com um recorde de 2-8. No entanto, eles se recuperaram e terminaram com um recorde de 49-33. A equipe conquistou o título da divisão pela primeira vez desde a temporada de 1978-79.
Os Wizards jogaram contra o Atlanta Hawks na primeira rodada dos playoffs da Conferência Leste, derrotando-os em seis jogos. Após isso, eles perderam para o Boston Celtics em uma série de sete jogos.

#### Temporada de 2017–18
Para a temporada de 2017-18, os Wizards jogariam sua próxima temporada na recém-nomeada Capital One Arena. Eles terminaram com um recorde de 43-39 e conquistaram a última vaga para os playoffs. Eles perderam na primeira rodada para o Toronto Raptors.

#### Temporada de 2018–19
Na pós-temporada, os Wizards selecionaram Troy Brown com a 15ª escolha no draft de 2018. A temporada acabou sendo cheia de turbulências e problemas em quadra. Como resultado, os Wizards não foram aos playoffs pela primeira vez desde a temporada de 2015-16.

### 2019–Presente: A era Bradley Beal

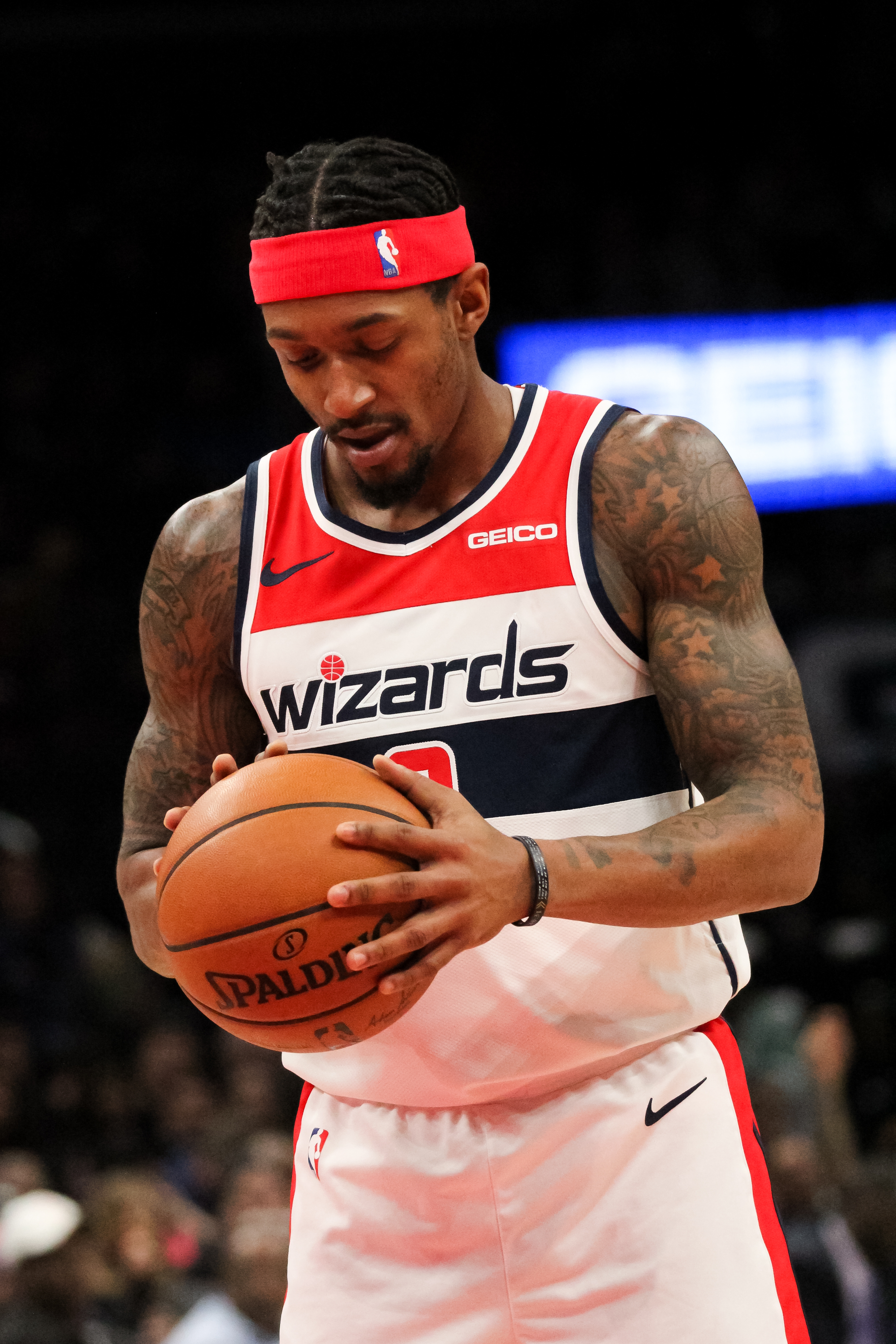
Bradley Beal em 2019

Em abril de 2019, os Wizards demitiram o gerente geral Ernie Grunfeld, que estava na equipe desde 2003, com Tommy Sheppard assumindo como gerente geral interino até ser oficialmente contratado em tempo integral em julho de 2019.
Os Wizards selecionaram o japonês Rui Hachimura com a 9ª escolha no draft de 2019, além de adquirir Admiral Schofield após uma troca com o Philadelphia 76ers.
Após a suspensão da temporada de 2019-20, os Wizards foram uma das 22 equipes convidadas para a Bolha da NBA, onde fizeram 1-7 e perderam os playoffs.
Em dezembro de 2020, os Wizards trocaram John Wall e uma escolha de draft na primeira rodada para o Houston Rockets por Russell Westbrook.
No draft de 2020, os Wizards selecionaram Deni Avdija e Vít Krejčí. Krejčí foi posteriormente negociado com o Oklahoma City Thunder por Cassius Winston. Avdija fraturou o tornozelo em abril de 2021, terminando efetivamente sua temporada.
Em 6 de agosto de 2021, os Wizards trocaram Westbrook, uma escolha de segunda rodada de 2024 e uma escolha de segunda rodada de 2028 para o Los Angeles Lakers por Kyle Kuzma, Kentavious Caldwell-Pope e Montrezl Harrell.
Depois de um início de temporada quente, o recorde dos Wizards caiu lentamente. Os problemas dos Wizard continuaram com uma lesão no pulso que exigiu cirurgia e manteve o líder de pontuação da equipe, Beal, fora do restante da temporada.
O prazo de troca da temporada de 2021-22 viu uma grande mudança no elenco. Os Wizards adquiriram Kristaps Porzingis em uma troca por Spencer Dinwiddie e Davis Bertans, um atirador de elite cujo contrato de 5 anos e US$ 80 milhões rendeu resultados medíocres durante seu tempo em Washington.

## Nome, logotipos e uniformes

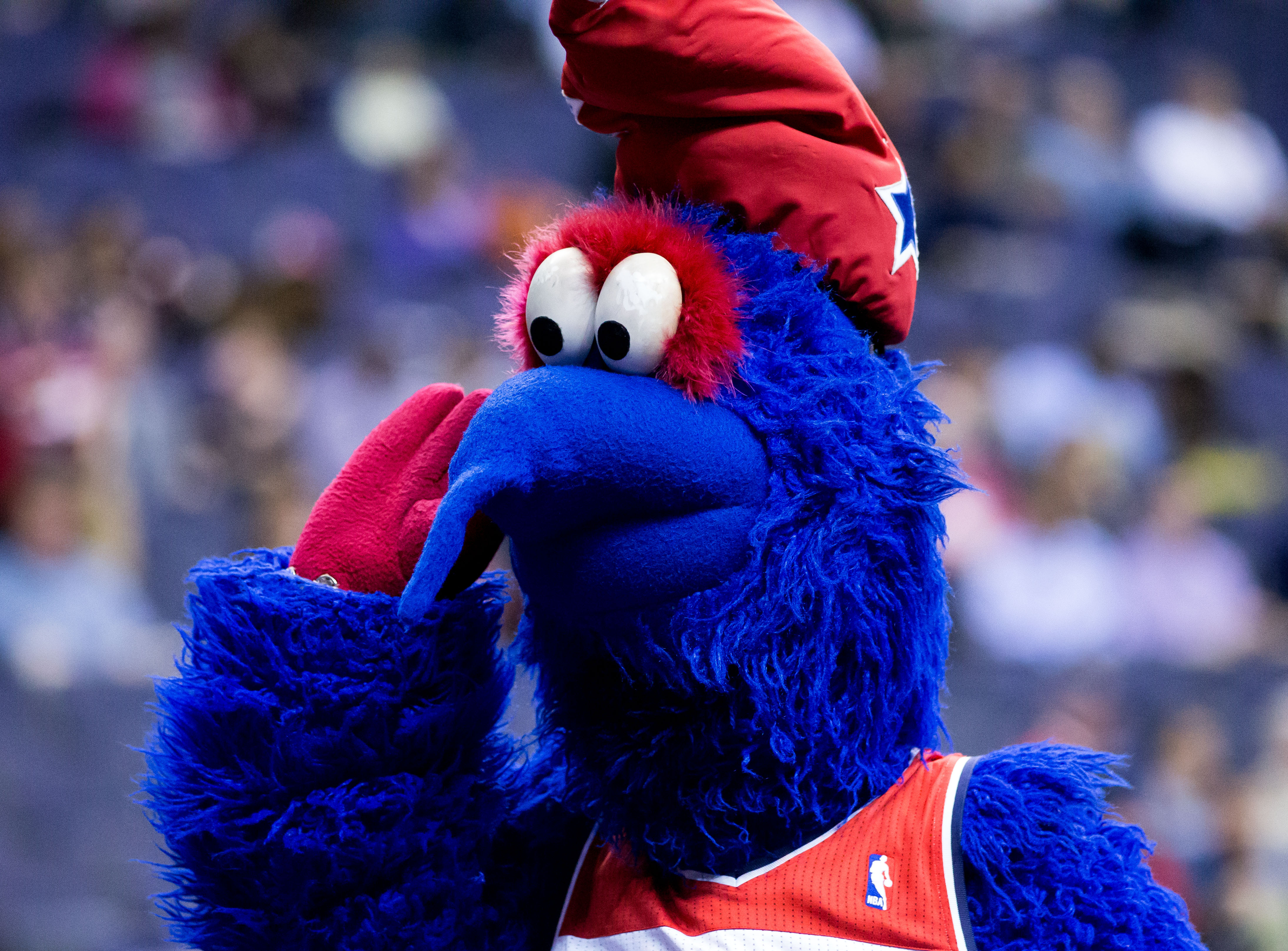
G-Wiz, atual mascote do time

Depois de se mudar de Chicago em 1963, o então Baltimore Bullets originalmente jogou com um esquema azul e laranja, que correspondia ao time de beisebol, Baltimore Orioles, e ao time de futebol americano, Baltimore Colts. Os Bullets inicialmente usavam uniformes azuis e brancos com guarnição laranja, mas no início da década de 1970, o laranja substituiu o azul como a cor principal. Na temporada de 1973-74, coincidindo com a mudança da equipe para Landover, Maryland para se tornar o Capital Bullets, eles mudaram suas cores para vermelho, branco e azul para combinar com a bandeira americana. Os uniformes foram mantidos quando mudaram o identificador de localização um ano depois para Washington Bullets.
Em 1997, o então dono da equipe, Abe Pollin, decidiu mudar o apelido do clube de Bullets para Wizards. O raciocínio por trás da mudança de nome foi porque Pollin não queria que o nome da equipe continuasse associado a quaisquer conotações violentas. A mudança de nome também incluiu novos logotipos, cores e uniformes, coincidindo com a mudança da equipe para o novo MCI Center. As cores do novo time eram azul, bronze e preto. O logotipo principal mostrava um mago conjurando uma bola de basquete.
Em 10 de maio de 2011, os Wizards revelaram um novo esquema de cores, uniformes e logotipo. David Safren, Pat Sullivan e Michael Glazer foram os designers das novas camisas que incluem o Monumento de Washington como um logotipo alternativo. A equipe voltou para suas tradicionais cores vermelha, branca e azul, que são as cores da bandeira dos EUA. Os uniformes são baseados muito intimamente naqueles usados de 1974 a 1987, durante os anos de glória da equipe.

## Arenas
- International Amphitheatre (1961-1962)
- Chicago Coliseum (1962-1963)
- Baltimore Civic Center (agora Royal Farms Arena) (1963-1973, 35 jogos de 1989 a 1997)
- Cole Field House (1973)
- US Airways Arena (originalmente Capital Centre) (dezembro de 1973 - novembro de 1997)
- Capital One Arena (anteriormente MCI Center e Verizon Center) (desde dezembro de 1997)

## Jogadores

### Direitos de draft retidos
Os Hornets detêm os direitos de draft das seguintes escolhas de draft não assinadas que estão jogando fora da NBA. Um jogador selecionado que não é contratado pela equipe que o recrutou, pode assinar com qualquer equipe que não seja da NBA. Nesse caso, a equipe retém os direitos de draft do jogador na NBA até um ano após o término do contrato do jogador com a equipe que não é da NBA. Esta lista inclui direitos de draft que foram adquiridos de negociações com outras equipes.

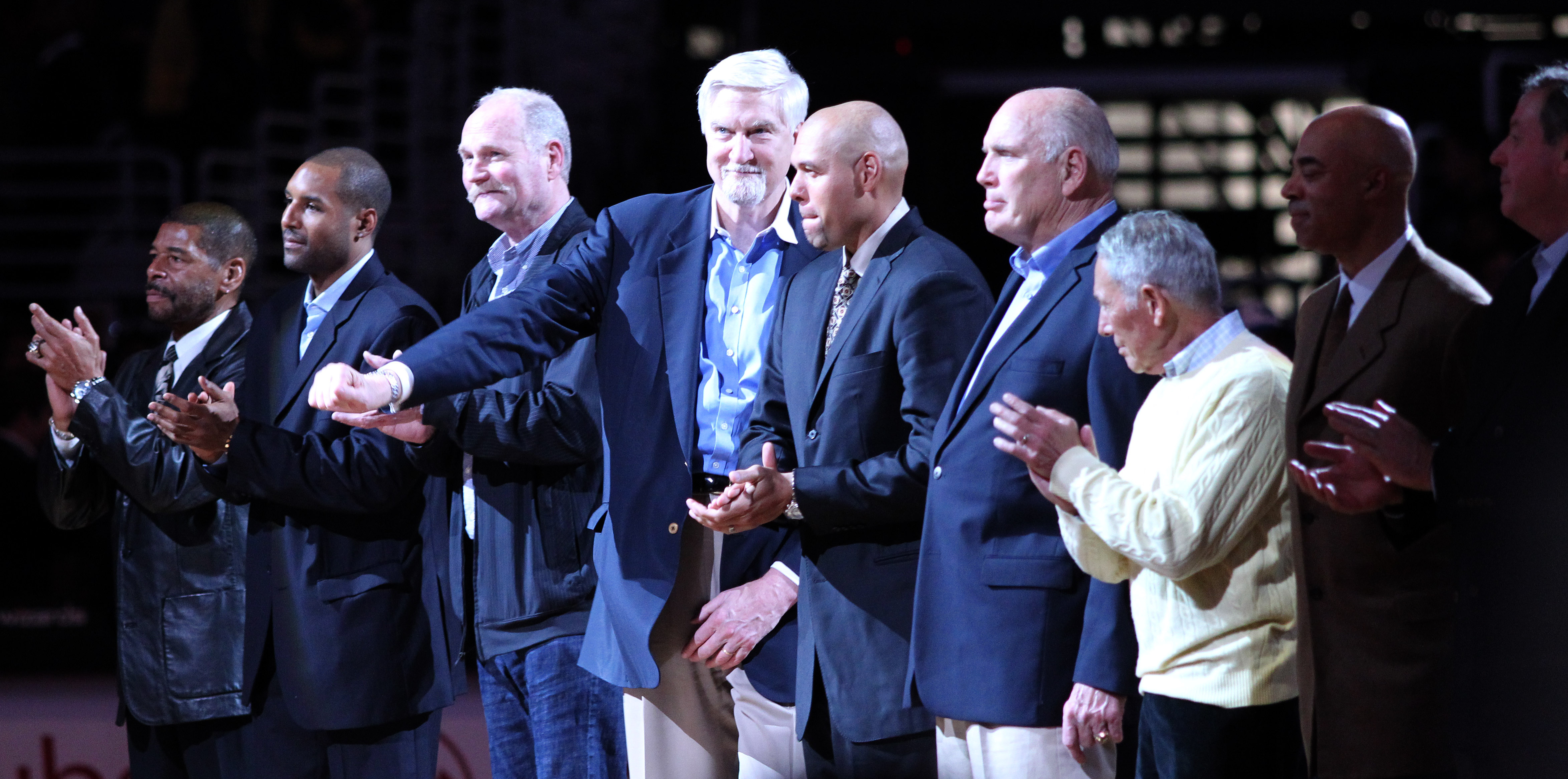
Ex-jogadores dos Bullets homenageados durante um jogo dos Wizards em março de 2012 no Verizon Center

| Draft | Rodada | Escolha | Jogador       | Pos. | Nacionalidade | Time atual            | Ref     |
| ----- | ------ | ------- | ------------- | ---- | ------------- | --------------------- | ------- |
| 2022  | 2      | 54      | Yannick Nzosa | C    | RD Congo      | Fuenlabrada (Espanha) | [ 114 ] |

### Números aposentados
| No. | Jogador      | Posição | Temporadas | Aposentado             |
| --- | ------------ | ------- | ---------- | ---------------------- |
| 10  | Earl Monroe  | G       | 1967–1971  | 1 de Dezembro de 2007  |
| 11  | Elvin Hayes  | F       | 1972–1981  | 20 de Novembro de 1981 |
| 25  | Gus Johnson  | F       | 1963–1972  | 13 de Dezembro de 1986 |
| 41  | Wes Unseld   | C       | 1968–1981  | 3 de Novembro de 1981  |
| 45  | Phil Chenier | G       | 1971–1979  | 23 de Março de 2018    |

## Estatísticas gerais
Estatísticas atualizadas em 21 de dezembro de 2024.

### Jogos
| #   | País           | Nome            | Período   | Jogos |
| --- | -------------- | --------------- | --------- | ----- |
| 1.  | Estados Unidos | Wes Unseld      | 1968–1981 | 984   |
| 2.  | Estados Unidos | Elvin Hayes     | 1969–1981 | 731   |
| 3.  | Estados Unidos | Bradley Beal    | 2012–2023 | 695   |
| 4.  | Estados Unidos | Greg Ballard    | 1978–1985 | 643   |
| 5.  | Estados Unidos | Charles Jones   | 1985–1993 | 595   |
| 6.  | Estados Unidos | Kevin Loughery  | 1964–1971 | 591   |
| 7.  | Estados Unidos | Brendan Haywood | 2001–2009 | 579   |
| 8.  | Estados Unidos | John Wall       | 2010–2020 | 573   |
| 9.  | Estados Unidos | Gus Johnson     | 1964–1972 | 560   |
| 10. | Estados Unidos | Jeff Malone     | 1984–1990 | 548   |

### Pontos
| #   | País           | Nome           | Período   | Jogos  |
| --- | -------------- | -------------- | --------- | ------ |
| 1.  | Estados Unidos | Elvin Hayes    | 1969–1981 | 15.551 |
| 2.  | Estados Unidos | Bradley Beal   | 2012–2023 | 15.391 |
| 3.  | Estados Unidos | Jeff Malone    | 1984–1990 | 11.083 |
| 4.  | Estados Unidos | John Wall      | 2010–2020 | 10.879 |
| 5.  | Estados Unidos | Wes Unseld     | 1968–1981 | 10.624 |
| 6.  | Estados Unidos | Kevin Loughery | 1964–1971 | 9.833  |
| 7.  | Estados Unidos | Gus Johnson    | 1964–1972 | 9.781  |
| 8.  | Estados Unidos | Phil Chenier   | 1971–1980 | 9.778  |
| 9.  | Estados Unidos | Walt Bellamy   | 1961–1966 | 9.020  |
| 10. | Estados Unidos | Gilbert Arenas | 2003–2011 | 8.930  |

### Assistências
| #   | País           | Nome           | Período              | Assistências |
| --- | -------------- | -------------- | -------------------- | ------------ |
| 1.  | Estados Unidos | John Wall      | 2010–2020            | 5.282        |
| 2.  | Estados Unidos | Wes Unseld     | 1968–1981            | 3.822        |
| 3.  | Estados Unidos | Bradley Beal   | 2012–2023            | 2.972        |
| 4.  | Estados Unidos | Rod Strickland | 1996–2000            | 2.712        |
| 5.  | Estados Unidos | Kevin Porter   | 1972–1975, 1979–1983 | 2.593        |
| 6.  | Estados Unidos | Kevin Loughery | 1964–1971            | 2.363        |
| 7.  | Estados Unidos | Gilbert Arenas | 2003–2011            | 2.046        |
| 8.  | Estados Unidos | Frank Johnson  | 1981–1988            | 1.961        |
| 9.  | Estados Unidos | Michael Adams  | 1986–1987, 1991–1994 | 1.844        |
| 10. | Estados Unidos | Darrell Walker | 1987–1991            | 1.707        |

### Rebotes
| #   | País           | Nome            | Período   | Rebotes |
| --- | -------------- | --------------- | --------- | ------- |
| 1.  | Estados Unidos | Wes Unseld      | 1968–1981 | 13.769  |
| 2.  | Estados Unidos | Elvin Hayes     | 1969–1981 | 9.305   |
| 3.  | Estados Unidos | Gus Johnson     | 1964–1972 | 7.243   |
| 4.  | Estados Unidos | Walt Bellamy    | 1961–1966 | 5.438   |
| 5.  | Estados Unidos | Greg Ballard    | 1978–1985 | 4.094   |
| 6.  | Estados Unidos | Antawn Jamison  | 2004–2010 | 3.735   |
| 7.  | Polónia        | Marcin Gortat   | 2013–2018 | 3.697   |
| 8.  | Estados Unidos | Brendan Haywood | 2001–2009 | 3.648   |
| 9.  | Estados Unidos | Juwan Howard    | 1994–2001 | 3.448   |
| 10. | Estados Unidos | Jeff Ruland     | 1981–1986 | 3.285   |

## Treinadores
Houve 24 treinadores principais dos Wizards. O primeiro treinador da franquia foi Jim Pollard, que liderou o time por uma temporada. Dick Motta é o único treinador da Wizards que levou o time a um título. Gene Shue é o único treinador dos Wizards a ganhar o Prêmio de Treinador do Ano da NBA.
Shue é o líder de todos os tempos da franquia em jogos da temporada regular (1027) e jogos vencidos da temporada regular (522); Dick Motta é o líder de todos os tempos da franquia em jogos de playoff treinados (51) e de jogos de playoffs vencidos (27).
| ¨# | Nome               | Temporadas                        | Regular season | Regular season | Regular season | Regular season | Playoffs | Playoffs | Playoffs | Playoffs | Conquistas                               | Referências |
| ¨# | Nome               | Temporadas                        | J              | V              | D              | %              | J        | V        | D        | %        | Conquistas                               | Referências |
| -- | ------------------ | --------------------------------- | -------------- | -------------- | -------------- | -------------- | -------- | -------- | -------- | -------- | ---------------------------------------- | ----------- |
| 1  | Jim Pollard        | 1961–1962                         | 80             | 18             | 62             | .359           | —        | —        | —        | —        |                                          | [ 116 ]     |
| 2  | Jack McMahon       | 1962                              | 38             | 12             | 26             | .316           | —        | —        | —        | —        |                                          | [ 117 ]     |
| 3  | Bobby Leonard      | 1962–1964 (como jogador-teinador) | 122            | 44             | 78             | .361           | —        | —        | —        | —        |                                          | [ 118 ]     |
| 4  | Buddy Jeannette    | 1964–1965                         | 80             | 37             | 43             | .463           | 10       | 5        | 5        | .500     |                                          | [ 119 ]     |
| 5  | Paul Seymour       | 1965–1966                         | 80             | 38             | 42             | .475           | 3        | 0        | 3        | .000     |                                          | [ 120 ]     |
| 6  | Mike Farmer        | 1966                              | 9              | 1              | 8              | .111           | —        | —        | —        | —        |                                          | [ 121 ]     |
| —  | Buddy Jeannette    | 1966                              | 16             | 3              | 13             | .188           | —        | —        | —        | —        |                                          |             |
| 7  | Gene Shue          | 1966–1973                         | 548            | 291            | 257            | .531           | 40       | 14       | 26       | .350     | Treinador do Ano da Temporada de 1968–69 | [ 122 ]     |
| 8  | K. C. Jones        | 1973–1976                         | 246            | 155            | 91             | .630           | 31       | 14       | 17       | .452     |                                          | [ 123 ]     |
| 9  | Dick Motta         | 1976–1980                         | 328            | 185            | 143            | .564           | 51       | 27       | 24       | .529     | Campeão da NBA de 1978                   | [ 124 ]     |
| —  | Gene Shue          | 1980–1986                         | 479            | 231            | 248            | .482           | 15       | 5        | 10       | .333     | Treinador do Ano da Temporada de 1981–82 |             |
| 10 | Kevin Loughery     | 1986–1988                         | 122            | 57             | 65             | .467           | 8        | 2        | 6        | .250     |                                          | [ 125 ]     |
| 11 | Wes Unseld         | 1988–1994                         | 547            | 202            | 345            | .369           | 5        | 2        | 3        | .400     |                                          | [ 126 ]     |
| 12 | Jim Lynam          | 1994–1997                         | 210            | 82             | 128            | .390           | —        | —        | —        | —        |                                          | [ 127 ]     |
| 13 | Bob Staak          | 1997                              | 1              | 0              | 1              | .000           | —        | —        | —        | —        |                                          | [ 128 ]     |
| 14 | Bernie Bickerstaff | 1997–1999                         | 149            | 77             | 72             | .517           | 3        | 0        | 3        | .000     |                                          | [ 129 ]     |
| 15 | Jim Brovelli       | 1999                              | 18             | 5              | 13             | .278           | —        | —        | —        | —        |                                          | [ 130 ]     |
| 16 | Gar Heard          | 1999–2000                         | 44             | 14             | 30             | .318           | —        | —        | —        | —        |                                          | [ 131 ]     |
| 17 | Darrell Walker     | 2000                              | 38             | 15             | 23             | .395           | —        | —        | —        | —        |                                          | [ 132 ]     |
| 18 | Leonard Hamilton   | 2000–2001                         | 82             | 19             | 63             | .232           | —        | —        | —        | —        |                                          | [ 133 ]     |
| 19 | Doug Collins       | 2001–2003                         | 164            | 74             | 90             | .451           | —        | —        | —        | —        |                                          | [ 134 ]     |
| 20 | Eddie Jordan       | 2003–2008                         | 421            | 197            | 224            | .468           | 26       | 8        | 18       | .308     |                                          | [ 135 ]     |
| 21 | Ed Tapscott        | 2008–2009                         | 71             | 18             | 53             | .254           | —        | —        | —        | —        |                                          | [ 136 ]     |
| 22 | Flip Saunders      | 2009–2012                         | 181            | 51             | 130            | .282           | —        | —        | —        | —        |                                          | [ 137 ]     |
| 23 | Randy Wittman      | 2012–2016                         | 377            | 178            | 199            | .472           | 21       | 12       | 9        | .571     |                                          | [ 138 ]     |
| 24 | Scott Brooks       | 2016–2021                         | 390            | 183            | 207            | .469           | 24       | 10       | 14       | .417     |                                          | [ 139 ]     |
| 25 | Wes Unseld Jr.     | 2021–2024                         | 207            | 77             | 130            | .372           | —        | —        | —        | —        |                                          | [ 140 ]     |
| 26 | Brian Keefe        | 2024–Presente                     | 39             | 8              | 31             | .205           | —        | —        | —        | —        |                                          | [ 141 ]     |